# 欧洲历史

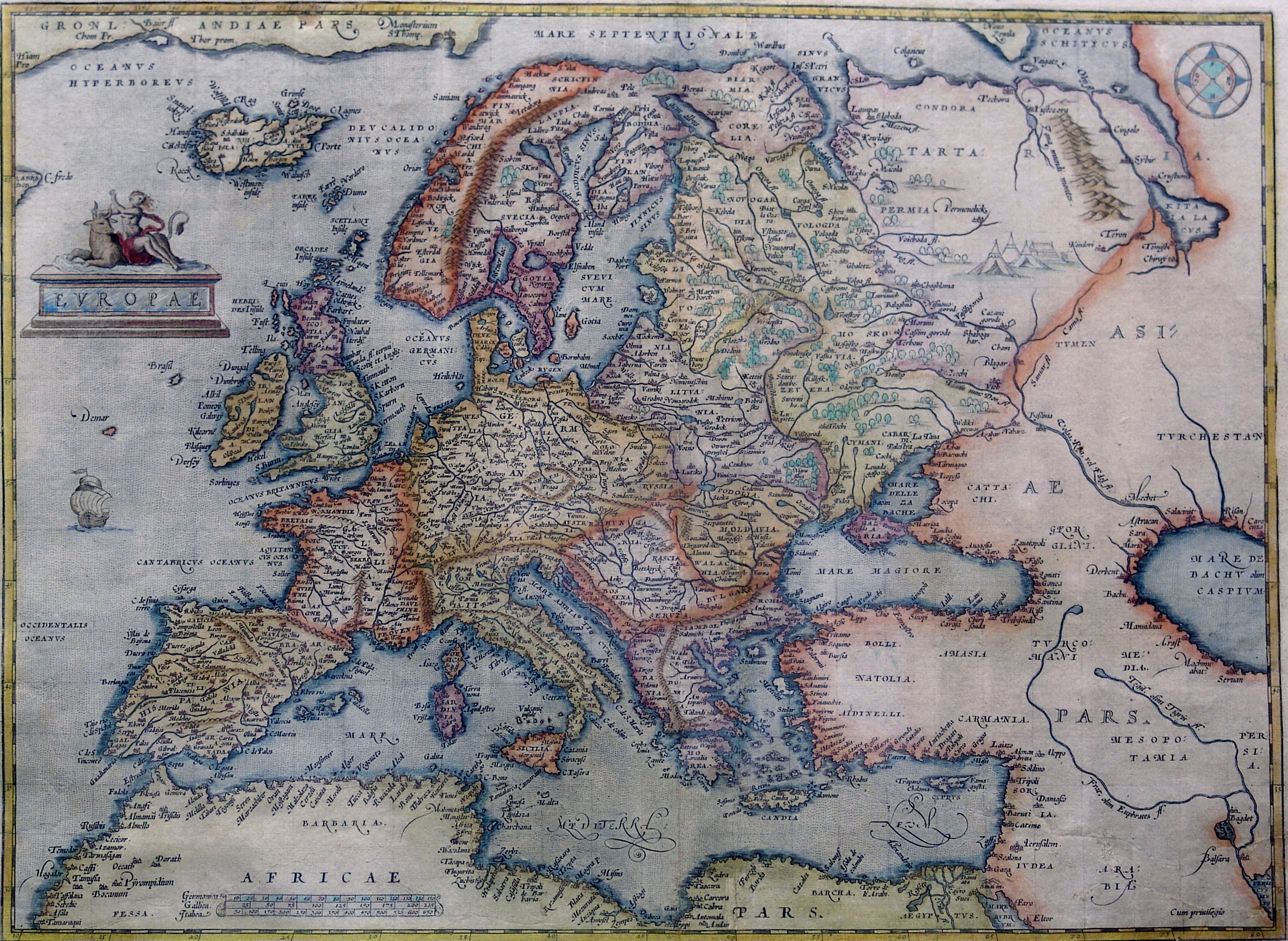

欧洲历史傳統上被分為四個時期：史前歐洲（前800年之前）、古典時期（前800年至500年）、中世紀（500年至1,500年）、近代時期（1,500年至當今）。
據考古資料顯示，約在距今4万8千年前的旧石器时代，第一批歐洲智人開始出現。而石器时代，歐洲出现了定居点、农耕技术和驯养家畜。西元前3000年左右，希臘及愛琴海列島進入青銅時代，其中的代表是米諾斯文明與邁錫尼文明。希臘城邦出現後，歐洲進入古典时期，前四世紀亞歷山大大帝統一希臘，征伐近東後形成希臘化時代。罗马共和国随後興起，在前27年改為帝制，將疆域拓展至整個地中海周邊。3世纪以後，羅馬陷入內戰、經濟崩潰與異族入侵，並在395年分為東西羅馬。476年，西羅馬帝國滅亡，歐洲進入中世纪時期。
中世纪前期，東羅馬帝國大致繼續控制地中海東岸地區，其首都君士坦丁堡仍是歐洲最大城市，而此時地中海西岸地區分裂出許多城市，社會水平大幅下降。然而七世紀開始，阿拉伯帝国逐步奪取東羅馬帝國的領土，法兰克王国則逐步統一西歐地區，其統治者查理曼在800年被教宗加冕为帝。843年，法兰克王国分三國，中法兰克王国在不久後就被瓜分，西法蘭克王國國王權威益減，東法蘭克王國則日益強大，在962年改稱為「罗马帝国」。11世紀，東羅馬帝國因穆斯林國家的威脅向西歐國家求助，後者發動「十字軍東征」奪回聖地建立十字軍國家。13世紀，東羅馬帝國被十字軍佔領，直到1261年才復國；法蘭西王國在布汶戰役後加強王權，成為歐洲最強國；神聖羅馬帝國的勢力範圍達到頂峰，但在大空位時代開始衰弱；而東歐各國則被蒙古帝國入侵。14世紀英法兩國爆發百年戰爭，而歐洲各地則爆發了大飢荒和黑死病。
15世纪，法國贏得百年戰爭、西班牙結束收復失地運動、哥伦布发现美洲，欧洲進入文艺复兴時期與大航海時代。之後，馬丁·路德頒布《九十五條論綱》，宗教改革運動爆發，英王亨利八世與加尔文等人也陸續創建教派，歐洲大陸出現新教與舊教之爭。1618年，三十年戰爭爆發，法國與新教聯盟勝利，雙方簽訂《威斯特伐利亚和约》。之後，法王路易十四藉法國國力強大，發動多場歐洲大戰。18世紀，英國在七年戰爭後取代法國成為世界第一，俄羅斯帝國在東歐與亞洲快速擴張，北美十三州在法國幫助下独立，而工业革命在英國爆發。
1789年法国大革命爆發，歐洲各君主國與法國作戰，拿破崙·波拿巴崛起，建立法蘭西第一帝國，雙方繼續作戰，直到法皇拿破仑一世被流放海外。1848年，歐洲各國爆發一系列武裝革命，產生重大的社會與文化變革。19世紀下半葉，義大利與德意志統一，巴尔干国家开始从奥斯曼帝国獨立，法國再次成為共和政體。1914年，第一次世界大战爆發，導致德意志帝國、奧匈帝國、鄂圖曼帝國解體，俄羅斯帝國則爆發共產革命。1939年，纳粹德国入侵波蘭導致第二次世界大戰爆發。1945年轴心国战败，战后美國蘇聯为首的两大集团冷戰，歐洲國家分裂為資本主義國家與共產主義國家。1989年柏林圍牆倒塌后，欧洲签订马斯特里赫特条约，建立欧洲联盟。

## 史前時代
直立人和尼安德特人在现代人类——智人出现前便从非洲移居至欧洲。最早的欧洲人骨骼格魯吉亞原人发现于格鲁吉亚德馬尼西，距今180万年。生物学概念上最早的现代欧洲人出现于公元前35000年。公元前7千年在巴尔干半岛已有定居点的痕迹。中欧在公元前6千年，北歐部分地区在公元前5千至4千年到达新石器时代。公元前5508-2750年的库库特尼-特里波里文化是欧洲最早的大规模文明，也是世界最早的文明之一。从新石器时代开始，意大利卡莫尼卡河谷就开始有卡慕尼文化，留下欧洲最多的超过35万幅的壁画。

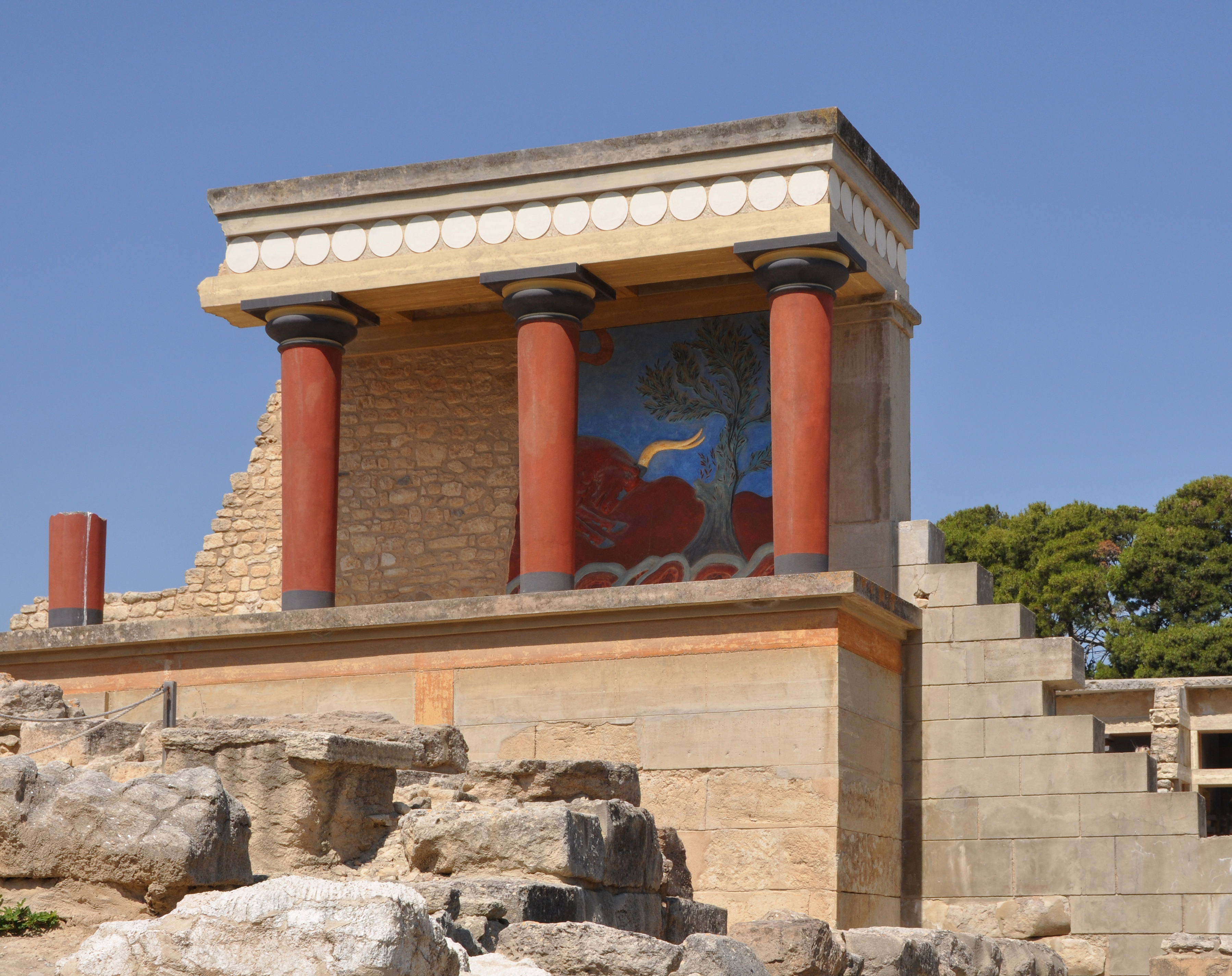
位於克里特島的邁諾安王宮

欧洲的铜器时代，也叫青铜时代，是一段变化和混乱交错的时期。最重要的事件是中亚民族大举迁徙和入侵欧洲。主流学者认为他们是原始印欧人，但是也有几种有争议的其他看法。其他现象包括巨石崇拜的转播发展，经济上首次出现明显的阶级差别，以及与此相关的在巴尔干地区的第一个已知的君主制政权。欧洲第一个著名的有文字记载的文明是克里特岛上的邁諾安文明，以及随后的希腊邻近地区的迈锡尼文明。
虽然早在公元前1100年爱琴海地区的人就懂得使用铁器，但是直到公元前800年该技术还没有传播到中欧，除了石器时代的陶器群文化进化而来的哈尔施塔特文化之外。很可能是这项技术的优越性使得印欧人不久之后明显在義大利半島和伊比利半島站稳脚跟，足迹深入这两个半岛(罗马建立于公元前753年)。

## 古典时代
希腊人和罗马人的影响十分明显地表现在当代欧洲的语言、思想、法律和思维方式中。古希腊是一群城邦的集合，从中发展出早期的民主制度。雅典是最强大的和最发达的城市，从伯里克利时代开始就是知识的摇篮。公民论坛进行国家政策的辩论和立法，最著名的古典哲学家们从中产生，如苏格拉底、柏拉图和亚里士多德，后者是亚历山大大帝的老师。作为希腊馬其頓王國的国王，亚历山大的军事成就把希腊文化和知识一直传播到印度河边。但是在布匿战争中战胜迦太基强大起来的罗马共和国在这一地区崛起。希腊文明传承到罗马文化中，雅典本身也被归入元老院和罗马人民(SPQR)的旗下。罗马从阿拉伯一直扩张到不列颠尼亚。公元前44年当罗马到达全盛时，领导人尤利烏斯·凱撒被怀疑破坏共和，意欲独裁而遇刺身亡。在随后的混战中，屋大维篡夺权力，收买罗马元老院。宣布共和国重生的同时，他实际上开始罗马国家从一个共和国到一个帝国——羅馬帝國的转变。

### 古希腊

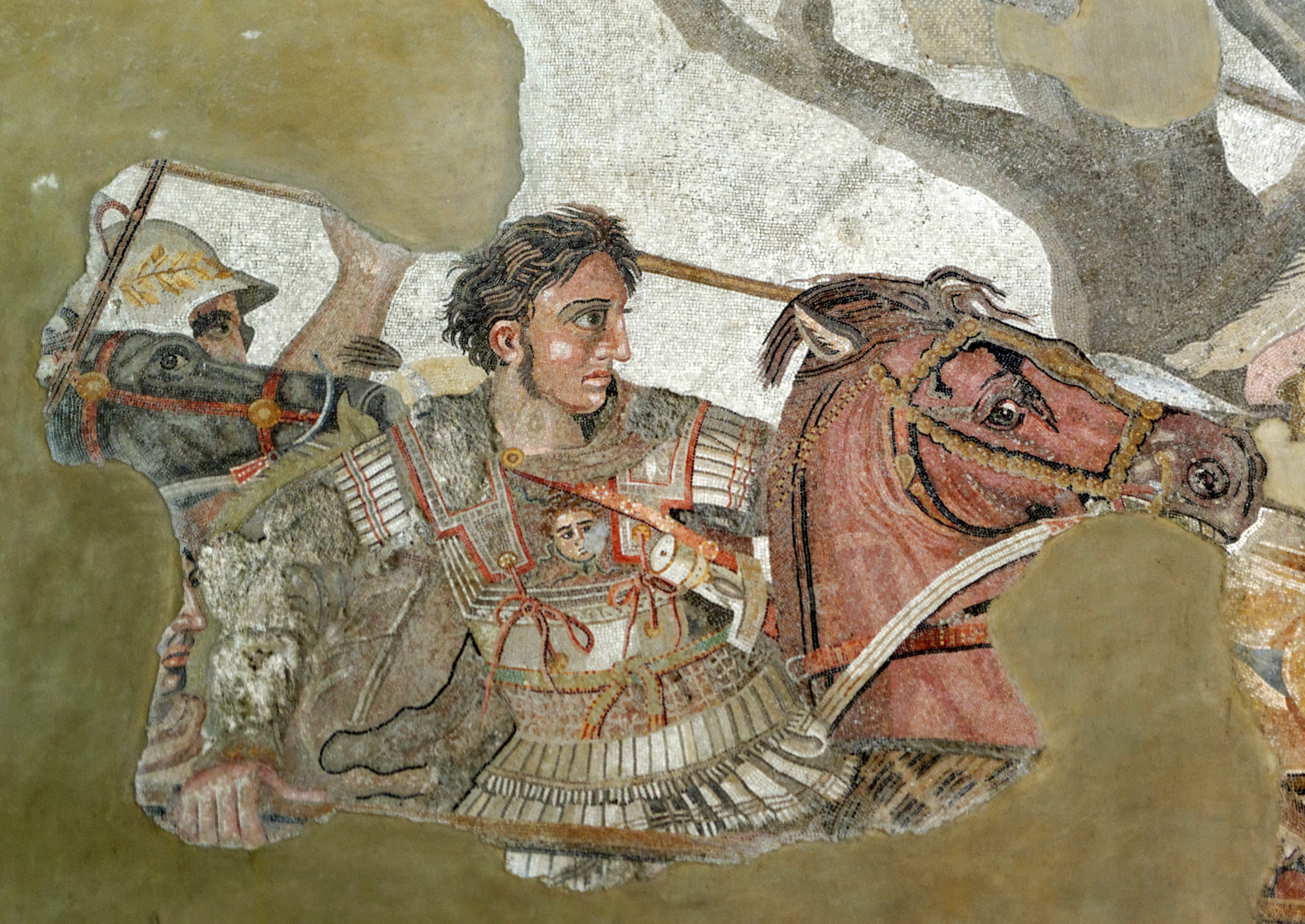

希腊文明是一群城市国家——城邦（最重要的有雅典、斯巴达、底比斯、科林斯和锡拉库扎）的集合，拥有千差万别的政体和文化，包括没有先例的各种各样的政府形态、哲学、科学、数学、政治、体育、戏剧和音乐。最强大的城邦——雅典，通过雅典贵族克里斯提尼发明的一种早期的直接民主方式进行管理。在雅典民主制度之下，雅典公民独立自行投票表决立法和行政议案。这里诞生苏格拉底，公认的西方哲学奠基人之一。苏格拉底还发明苏格拉底法，或称反诘法——一种一直使用至今的教育方法，提出一系列问题要求学生个人回答，鼓励对问题进行更基础深入的思考。因为这种哲学，苏格拉底被宣判死刑，罪名是“蛊惑雅典的青年人”，以及他的讨论与当时的宗教信仰不相容。苏格拉底的学生柏拉图，是柏拉图学院的建立者。他在作品中记录这一幕，并且继续下去发展出它自己的独特哲学——柏拉图主义。
希腊各城邦在黑海、地中海、小亚细亚、西西里和意大利南部的大希腊沿岸建立大量的殖民地，但是在公元前5世纪向东部的扩张受到来自波斯阿契美尼德帝国的反击。在希波战争中，希腊城邦结成联盟，并在普拉提亞战役中战胜波斯帝国，击退波斯人的入侵。希腊各城邦结成提洛同盟继续与波斯战斗，但是雅典在联盟中的领导地位促使斯巴达组织针锋相对的伯罗奔尼撒联盟。两个联盟之间为希腊的领导权爆发伯罗奔尼撒战争，伯罗奔尼撒联盟获胜。对于随后的斯巴达霸权的不满导致科林斯战争爆发，底比斯领导的联盟在留克特拉戰役中击败斯巴达。亚历山大大帝的征战将希腊文化传播到波斯、埃及和印度，也得到这些国家的更古老的知识，开创一个被称为希臘化時代的新的发展时期。亚历山大逝世于公元前323年，他的帝国分裂成许多希臘化文明国家。

### 古罗马

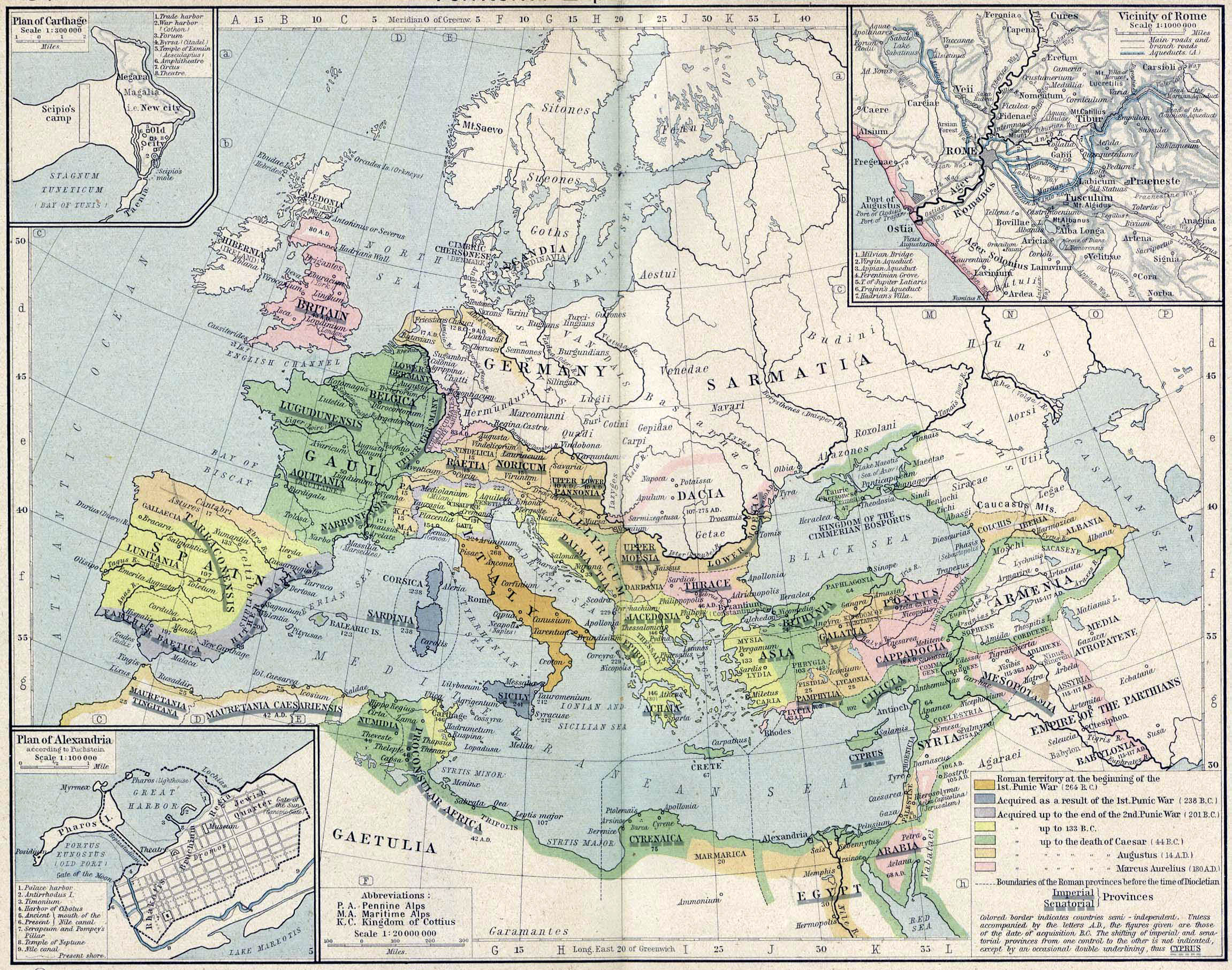

许多希腊的知识被罗马吸收，它利用敌人的不团结从意大利向外扩张，唯一真正对罗马的崛起的挑战来自腓尼基人的殖民地迦太基，它被击败在公元前3世纪，这一事件标志罗马统治的开始。罗马首先被国王统治，后来是元老院共和(罗马共和国)，最后在公元前1世纪成为帝国，受奥古斯都和继任的独裁者们的统治。羅馬帝國势力在地中海，控制着沿岸所有国家。它的北部边界是莱茵河和多瑙河。在皇帝圖拉真（公元2世纪）统治时，帝国领土达到最大，控制着近似5,900,000平方公里的陆地面积，包括不列颠，羅馬尼亞和部分美索不达米亚。帝国带来和平，文明和中央政府对治下领土有效的管理，但是在3世纪一连串的内战消弱它的经济和社会力量。在4世纪，皇帝戴克里先和君士坦丁把国家分成东西两部分。虽然戴克里先残酷迫害基督徒，但是君士坦丁还是于313年在米兰敕令中宣布停止国家支持的对基督教的迫害，从而为帝国之后于380年将基督教作为国教埋下伏笔，使天主教會成为一个重要的组织。

### 古典时代晚期
民族大迁徙时代
312年君士坦丁大帝收复罗马后宣布基督教为罗马帝国的合法宗教，并将罗马帝国的首都从罗马迁到希腊城市拜占庭，并将后者改名为君士坦丁堡。395年狄奧多西一世宣布基督教为罗马帝国國教，同时他也是最后一个统一的罗马帝国的皇帝。此后帝国一分为二：西罗马帝国以拉文納为中心，东罗马帝国（拜占庭帝国）以君士坦丁堡为中心。西罗马不断受到日耳曼部落的掠夺，并在476年最终陷落于赫鲁利人首领奧多亞塞之手。西罗马变成一群日耳曼王国的拼凑集合，但是罗马城在罗马天主教會的监管之下，仍然是知识的中心，在西欧很大程度保留住罗马的经典思想。同时，在君士坦丁堡的東罗马皇帝查士丁尼一世将罗马法法典化成为《民法大全》（529-534）。在6世纪中，东罗马帝国先与波斯萨珊帝国爆发战争，随后与新兴的伊斯兰教哈里发帝国（四大哈里发和倭马亚王朝）。至650年，埃及、巴勒斯坦和叙利亚省已经落入穆斯林军队之手，倭马亚王朝随后在7世纪和8世纪分别征服西班牙和意大利南部。
在西欧，一种新的政治结构正在形成：罗马帝国解体后的权力真空之下，当地建立起平民和他们耕种的土地之间的等级制度。地主收取什一税，并向当地的领主效忠。什一税用于支付国家财政和战争支出。这就是封建制度，新的领主和国王不断出现，其中最伟大的是法兰克人的统治者查理曼。800年，查里曼作为大片领土的征服者，被教宗良三世加冕为罗马人的皇帝(Imperator Romanorum)，有效地加强他在西欧的权力地位。查里曼的王朝是一个新的西欧日耳曼罗马帝国——神圣罗马帝国开始的标志。在其国界之外，新的力量也在积聚。基辅罗斯公国在封疆扩土，大摩拉维亚在日益成长，而盎格鲁人和撒克遜人则忙于保家戍边。
罗马帝国的衰落

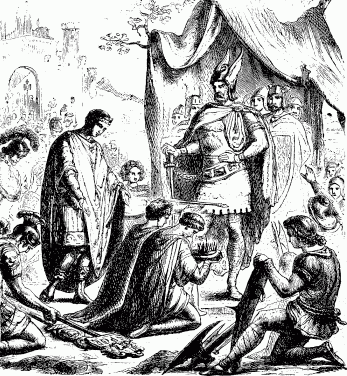

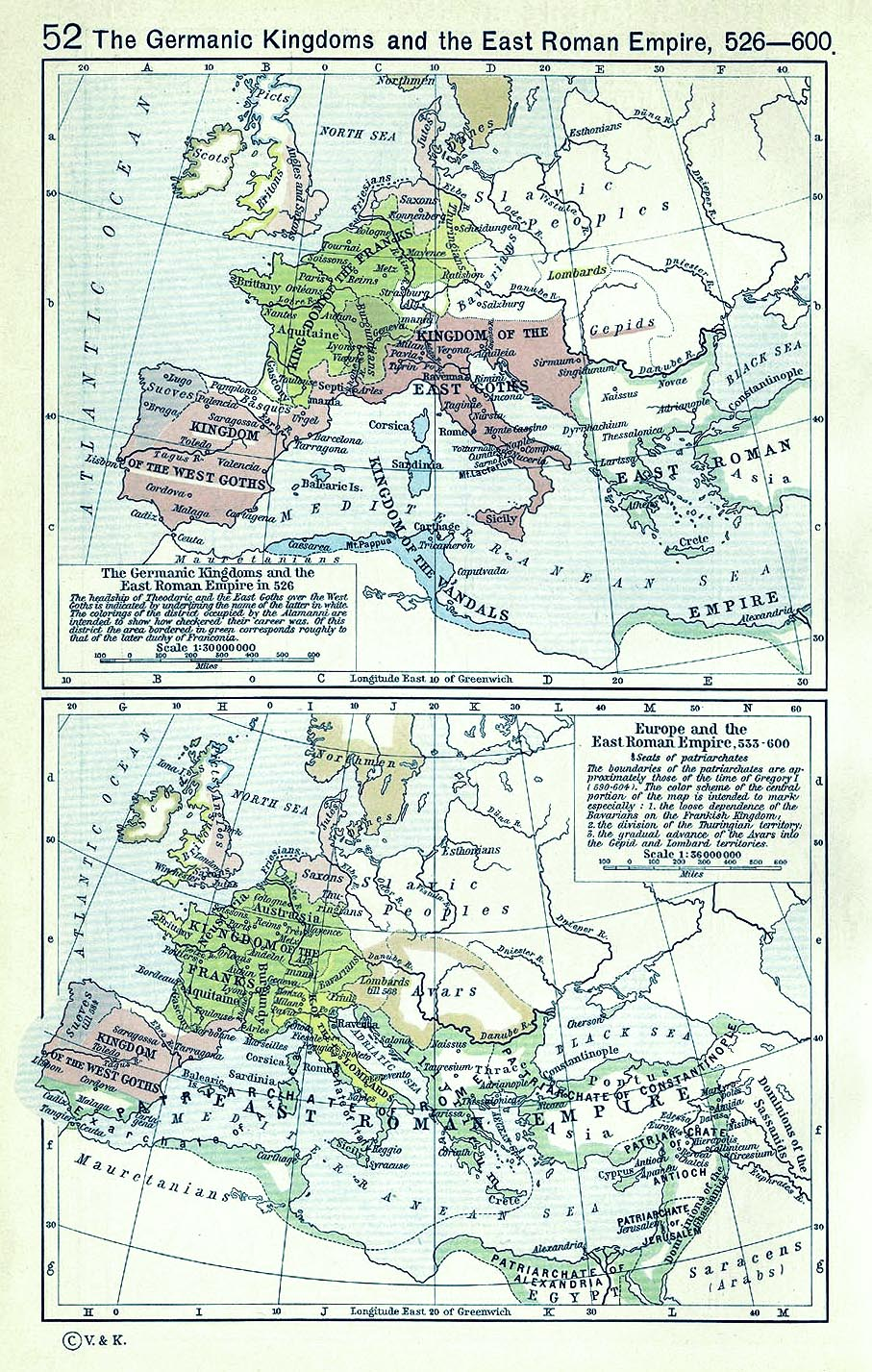

西罗马帝国不断受到来自北欧的袭击，而罗马帝國最终于476年陷落。西罗马帝国的最后一个罗马皇帝罗慕路斯·奥古斯都向日耳曼首领奧多亞塞投降。英国历史学家爱德华·吉本在《罗马帝国衰亡史》（1776）中认为罗马人堕落了，丧失公民的美德。吉本说相信死后可享永生的基督教使人懒惰与冷漠，至今仍然如此。格伦·布沃肖克评论说：“从18世纪以后，我们对罗马衰亡耿耿于怀：它被看作是所有已知的衰落的原型，而且因此成为我们担忧自身的象征。”它仍然是最大的历史谜团之一，传统上拥有庞大的研究学者队伍。
另外一些值得注意的时期如378年的阿德里安堡戰役，395年狄奧多西一世（罗马帝国最后一次政治统一）逝世，406年日耳曼人在罗马军团撤回意大利阻挡亚拉里克一世时跨过莱茵河，408年斯提利科去世，以及随后的西罗马军团瓦解，565年最后一位尝试收复西罗马的查士丁尼一世去世，以及632年後穆斯林勢力入侵。很多学者坚持认为比起“衰亡”来这些变化更适合被描述成一次复杂的转变。随着时间流逝关于罗马帝国为何衰亡或者是否真的衰亡了提出很多理论。

## 中世纪
中世纪一般从5世纪西罗马帝国灭亡开始算起，到1453年东罗马帝国首都君士坦丁堡被穆斯林鄂圖曼土耳其攻陷为止。西罗马帝国灭亡导致西欧政治体制崩溃，但却形成一个统一的基督教统治结构。基督教神权超越世俗政治权力。公元800年，查理曼被教宗加冕为罗马人的皇帝，西欧再次形成一个暂短政治统一时期。查理曼死后，他的后代将帝国瓜分，西欧重新陷入分裂。1054年，基督教分裂为东正教与天主教。从11世纪末期开始，西欧天主教对穆斯林世界进行长达200年的十字军东征，却以失败告终。天主教的神性受到质疑，人文主义的文艺复兴首先在意大利萌发。
社会学家称中世纪是封建主义社会，而资本主义生产方式也最先出现在意大利北方的自治城市经济中。中世纪见证北欧和西欧第一次大规模城市化的过程。许多现代欧洲国家把自己国家的起源追溯到中世纪的重大事件。现代欧洲的政治疆界在很多方面是这一混乱时期的军事和王朝政治的产物。

### 中世纪早期
中世纪早期始于410年罗马被哥特人攻陷，476年最后一位罗马皇帝被废黜，496年托尔比亚克战役以及535–552年间的哥特战争；结束于962年奥托一世大帝建立神圣罗马帝国、1054年东西教会大分裂和1066年诺曼征服英格兰。在此期间，欧洲的大多数地区基督教化，紧随罗马沦陷和9世纪法兰克帝国建立后的欧洲大陆卡洛林文艺复兴其后的就是“歐洲黑暗時代”，与崛起的阿拉伯帝国相比，欧洲仍然蛮荒落后。公元1000年君士坦丁堡已有30万人口，而罗马当时仅剩3万5千人，巴黎仅有2万人口。伊斯兰世界却拥有一打从西班牙到中亚的大型城市，其中西班牙的科尔多瓦是当时西欧最大城市，拥有45万人口。

#### 東羅馬帝國

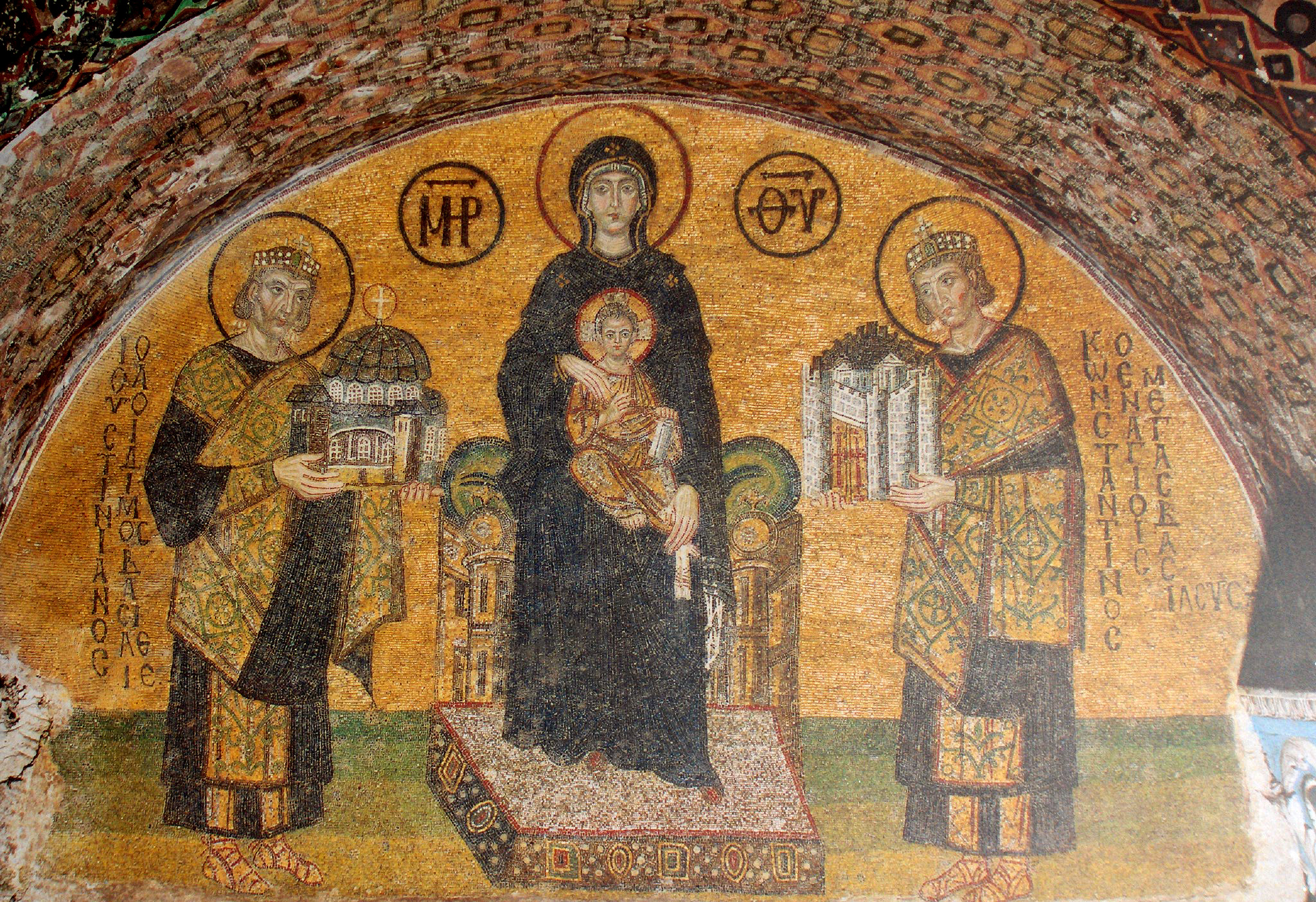

很多人认为君士坦丁一世(公元306-337年在位)是第一个“拜占庭皇帝”。是他于公元324年把帝国首都从尼科米底亚迁到拜占庭，并把后者重建为君士坦丁堡，也称Nova Roma（“新罗马”）。罗马城本身从戴克里先治下开始就不再作为帝国首都。有人把帝国的起源追溯到狄奧多西一世统治时（379年-395年）和基督教正式取代罗马异教，或者从他395年去世时东西方政治永久性分裂算起。其他人将其定为之后的476年，传统上认为的最后一个西罗马皇帝罗慕路斯·奥古斯都被废黜时，只剩下东方希腊化地区的皇帝作为帝国的唯一权威。也有人认为是拉克略在位时（约620年）的帝国改组，拉丁文的头衔和使用被正式改为希腊文。无论如何，这种转变是逐渐的，至330年君士坦丁在他的新首都举行落成典礼时，希腊化和不断深入的基督教化已经开始。一般认为帝国于君士坦丁堡1453年陷落于鄂圖曼帝国后灭亡。
公元541-542年，全国流行的查士丁尼大瘟疫折磨着拜占庭帝国，包括它的首都君士坦丁堡。据估计查士丁尼大瘟疫使全世界1亿人丧生。它使541年至700年间的欧洲人口减少约50%，可能也是穆斯林勢力征服成功的原因之一。

#### 封建基督教王国

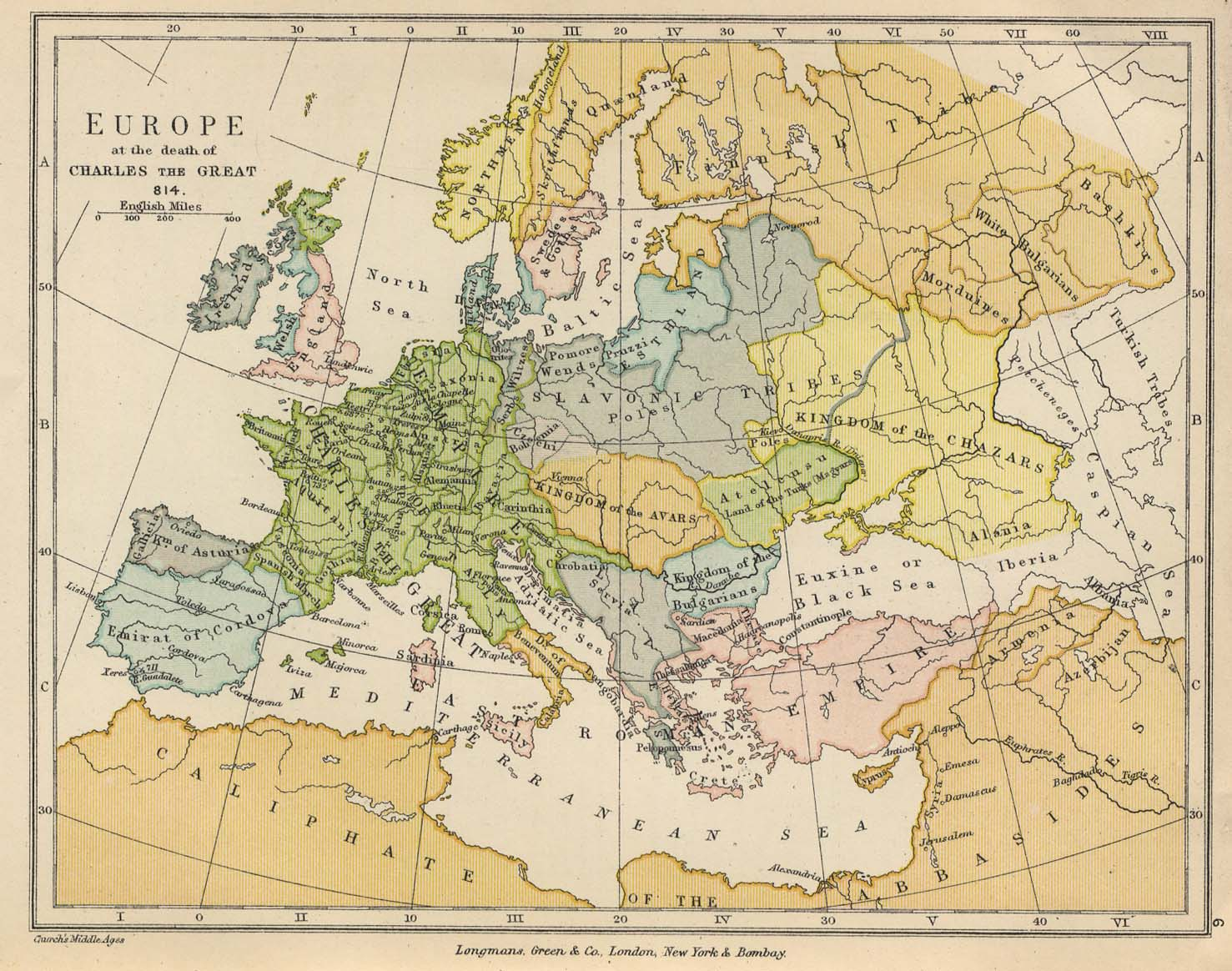

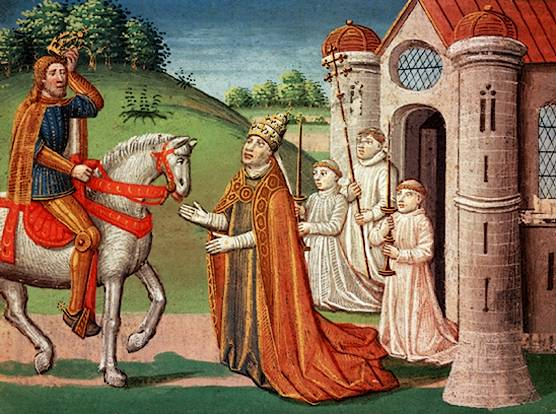

神圣罗马帝国于约800年法兰克人的国王查理曼被教宗加冕为皇帝时开始崛起。他的帝国立足于法国、低地国家和德意志，扩张至现代的意大利、下萨克森、波西米亚、匈牙利和西班牙。他和他的父亲得到教宗的暗中支持，因为后者想获得对抗伦巴第人的资本。正式地说来教宗是拜占庭帝国的臣属，但是拜占庭皇帝没有（也不能）进行任何对抗伦巴第人的行动。
在东方保加利亚于681年建立，成为第一个斯拉夫国家。强大的保加利亚帝国是几个世纪中与拜占庭争夺巴尔干控制权的主要对手，在9世纪成为欧洲斯拉夫地区的文化中心。两个国家大摩拉维亚和基辅罗斯在9世纪的东西斯拉夫地区分别崛起。在9世纪后期与10世纪北欧和西欧感到迅速崛起的维京人的力量和影响，他们使用他们发达的航海船只如长船等飞速地、有效率地掠夺、买卖、征服和殖民。匈牙利人掠夺欧洲大陆，佩切涅格人席卷东欧，而阿拉伯人掠过南欧。在10世纪中欧建立几个独立王国，如波兰和匈牙利王国。匈牙利人停止掠夺，主要的民族国家也包括巴尔干的克罗地亚和塞尔维亚。接下来直到1000年的时期中，封建制度进一步发展，从而削弱神圣罗马帝国。

### 中世纪中期

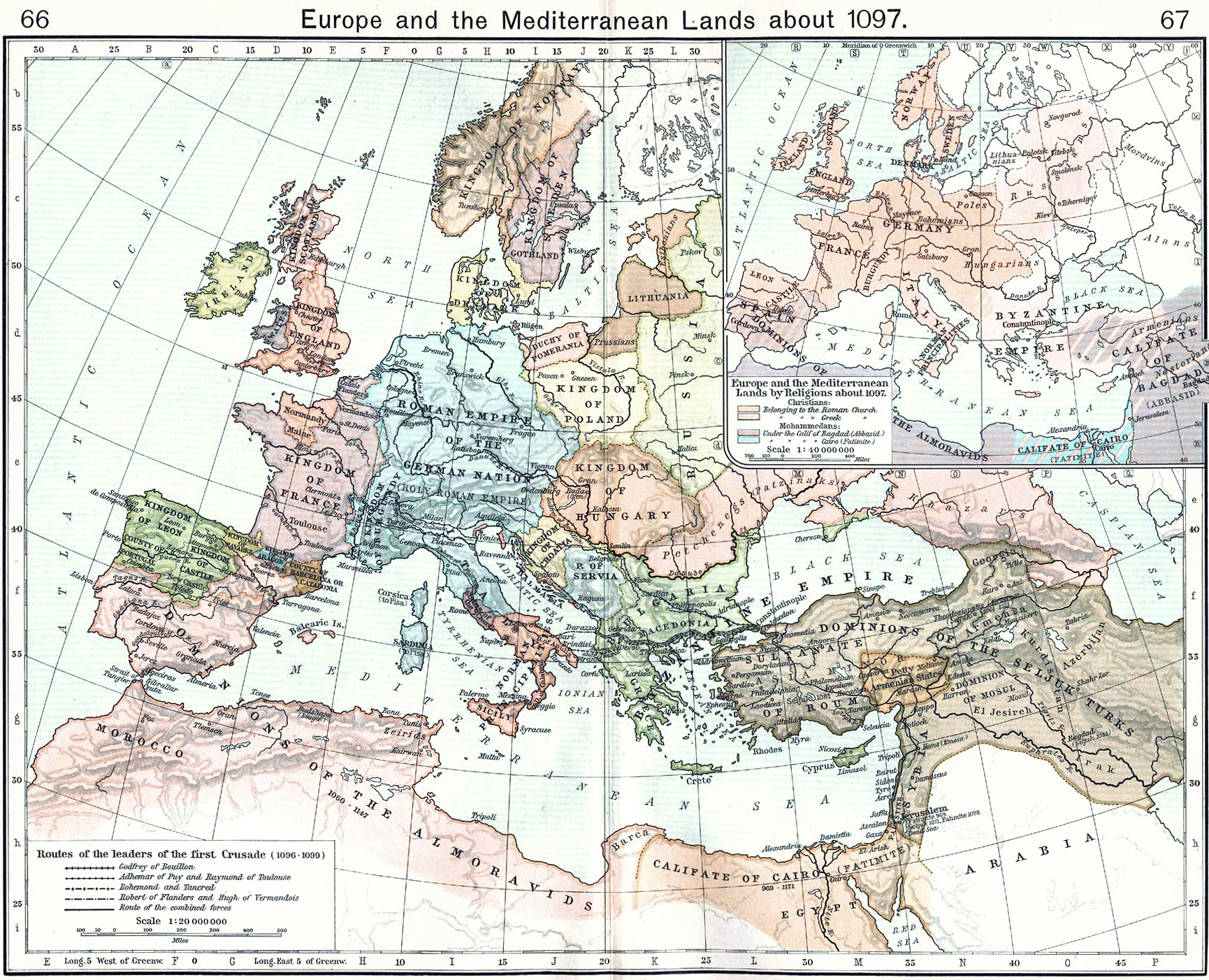

沉睡在黑暗时代的欧洲被新的教会危机所震动。1054年一场不可调解的宗教分裂在罗马和君士坦丁堡这两个尚存的基督教派别之间产生。
在11、12和13世纪的中世纪鼎盛时期，欧洲人口大量增长，带来与前一时期相比巨大的社会着政治变革。至1250年强健的人口增长极大地刺激经济，使其达到19世纪之前再未重现的高度。
从约1000年开始，西欧经历最后的野蛮人入侵，政治上更为稳定。维京人在英伦三岛、法国和其他地区定居，北欧基督教王国在他们的斯堪的纳维亚故乡也发展起来。马扎尔人在10世纪停止扩张，至1000年，信仰基督教的中欧匈牙利王国被承认。除了短时期的蒙古人入侵之外，主要的野蛮人入侵都停止了。
在11世纪，阿尔卑斯山北部的人口开始移居至新的土地，某些在罗马帝国末期回归到野蛮状态。在被称为“大清除”的时期中，欧洲大量森林和沼泽被开辟为耕地。在同一时期移民也越过传统的法兰克帝国边界，到达新的东欧前沿，越过易北河，在此过程中将德意志疆域扩大了三倍。十字军在黎凡特建立欧洲殖民地，从摩尔人手中征服伊比利亚半岛的大部分，诺曼人在意大利南部殖民，这些都是主要的人口增长和移居模式。
中世纪鼎盛时期产生许多不同形式的学术、宗教和艺术杰作。这个时期经历西欧现代民族国家的崛起，意大利城市国家的兴盛。仍然有强大实力的罗马天主教会号召全欧洲的军队参加一系列的对占领圣地的塞尔柱突厥人进行的十字军东征。对亚里士多德作品的重新发现启发托马斯·阿奎那和其他思想家发展起经院哲学。在建筑学上，很多最著名的哥特式教堂在这一时期建造或完成建造。

#### 教会分裂

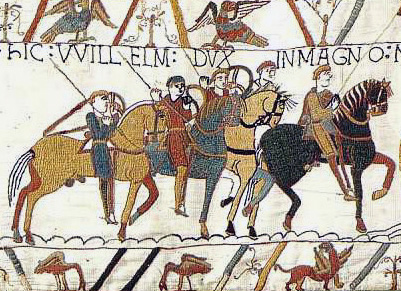

1054年教宗良九世坚持在五人团中拥有安条克、耶路撒冷和亚历山大三个席位，東西基督教會大分裂由此迸发。从八世纪中期起，拜占庭帝国的疆域在伊斯兰世界的入侵面前不断缩小。安条克于1045年被拜占庭夺回，但是罗马帝国的西方继承者们宣称拥有对亚洲和非洲失落的席位的权力和责任。良九世维护西方一直习以为常的尼西亚信经中的和子說，引起更大的争议。今天的东正教认为在第四次大公会议上通过的第28条教规明文规定罗马主教和君士坦丁堡主教互相平等。东正教还认为罗马主教的权威只限于他自己的主教辖区，在主教辖区之外不具有任何权威。教会分裂还有其他较为次要的因素，包括圣餐礼的方式不同。罗马天主教和东正教分裂之后拉丁语和希腊语世界失和达几个世纪之久。
进一步的变革在欧洲的权力重新分配之中开始进行。诺曼底公爵征服者威廉于1066年入侵英格兰。诺曼人入侵由于若干原因在英格兰历史上具有重要意义。它通过引入一批诺曼贵族将英格兰和欧洲大陆更紧密地连接起来，因此减弱斯堪的纳维亚的影响。它建立欧洲最强大的王朝，创造一个高度发达的政府系统。另外，基于岛国，英格兰发展出一支强大的海军，贸易关系遍布全球，包括印度、澳大利亚、新西兰、加拿大与许多关键的海上战略据点如百慕大、苏伊士、香港以及特别是直布罗陀。这些战略优势不断增长，直到二战之后都被证明具有决定性作用。

#### 圣战

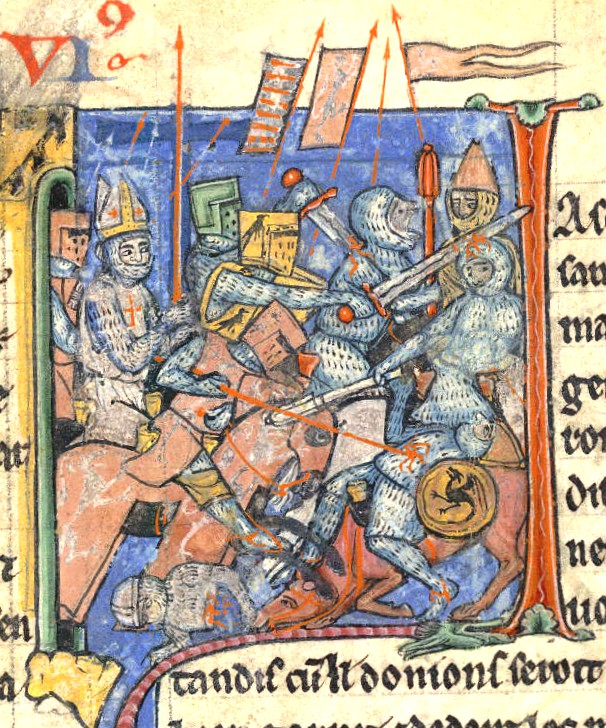

在東西教會分裂后，新成立的中欧王国波兰、匈牙利和波西米亚等纷纷皈依西方基督教。罗马天主教会发展成为强权之一，导致教宗与罗马皇帝之间产生冲突。公元1129年罗马天主教会建立宗教裁判所，用强制手段保证西欧人信奉罗马天主教。宗教裁判所裁判异端（异教徒）令其忏悔。如其不从便判死刑。在此期间许多领主与贵族统辖教会。克吕尼的僧侣努力建立一所没有领主和贵族的教会，并获成功。教宗額我略七世继承僧侣们的事业，并订下两个目标：摆脱国王和贵族的控制，与增强教宗的权力。罗马天主教会的教区由于异教王国（斯堪的纳维亚、立陶宛、波兰、匈牙利）的归正，基督教收复安达卢西亚失地与十字军东征迅速扩大。到15世纪欧洲大部分地区已经皈依罗马天主教。
早期的文艺复兴迹象在11世纪的西欧就已开始显现，意大利重新开始进行贸易，使得诸如威尼斯和佛罗伦萨这样的城邦的经济和文化得以发展。同时，民族国家开始在法国、英格兰、西班牙和葡萄牙形成，虽然它们的形成过程（通常以君主、贵族封建领主和教会的对峙为标志）长达几个世纪。这些新的民族国家开始使用自己的文化语言代替传统的拉丁语。这一运动的主要人物包括但丁·亞利基利与皮桑夫人，前者以意大利语著书，后者虽然是意大利（威尼斯）人但移居法国以法语写作。另一方面，实际位于德国和意大利的神圣罗马帝国，进一步分裂成大量封建公国和小城邦，它们对帝国的服从只是形式上的。
蒙古帝国兴起后的13与14世纪经常被称为“蒙古时期”。蒙古军队在拔都率领下向西方扩张。被他们征服的西方国家包括俄罗斯全境（除了诺夫哥罗德成为附庸以外）、钦察-库曼人联盟、匈牙利和波兰（仍然保留主权国家地位）。蒙古的记载显示在由于窝阔台之死被蒙古召回之前，拔都计划完全征服所有的欧洲诸国，以对奥地利、意大利和德国的冬季攻势为起点。很多历史学家相信仅仅由于窝阔台的死制止欧洲被完全征服。在俄国，金帐汗国的蒙古人统治持续近250年。

### 中世纪晚期

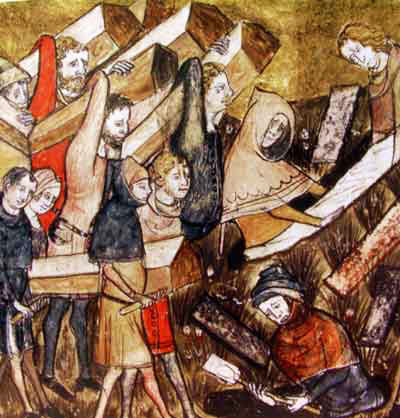

一般认为中世纪晚期从14世纪开始，结束于15世纪。至1300年左右，欧洲几个世纪以来的繁荣和增长陷于停滞，一系列的饥荒和瘟疫，如1315-1317年大饥荒与黑死病在短短几天之内就导致大量人口死亡。黑死病是欧洲史上的最大灾难之一，有过多次爆发，但是最严重的一次是在14世纪中期，估计欧洲人口的三分之一死于此次爆发。人口减少导致社会劳动力缺失，幸存下来的人们一度得以稍微挣脱身上沉重的封建枷锁。然而社会动乱也时有发生：法国和英格兰都发生了大规模的农民起义——扎克雷起义与英國農民起義。无独有偶，统一的罗马天主教会也一度毁于1378-1417年间的西部教会大分裂。这些事件也被统称为中世纪晚期危机。
从14世纪开始，波罗的海成为全欧洲最重要的贸易航运中心之一。一些城市结成贸易联盟——即汉萨同盟，促使波兰、立陶宛和利沃尼亚的大片地区融入与其他欧洲国家的贸易体系中，也间接促进了如波兰-立陶宛联邦、匈牙利、波西米亚和莫斯科大公国等东欧列强的崛起。
中世纪的结束时间一般公认为君士坦丁堡被奥斯曼土耳其攻占的1453年。土耳其人把该城作为他们的奥斯曼帝国的首都，该帝国一直延续到1922年，全盛时期的领土曾囊括了包括埃及、叙利亚和巴尔干半岛大部的广大领土。奥斯曼帝国对欧战争，有时也被称作“土耳其战争”，也是近代欧洲历史上的一个重要组成部分。

## 近代

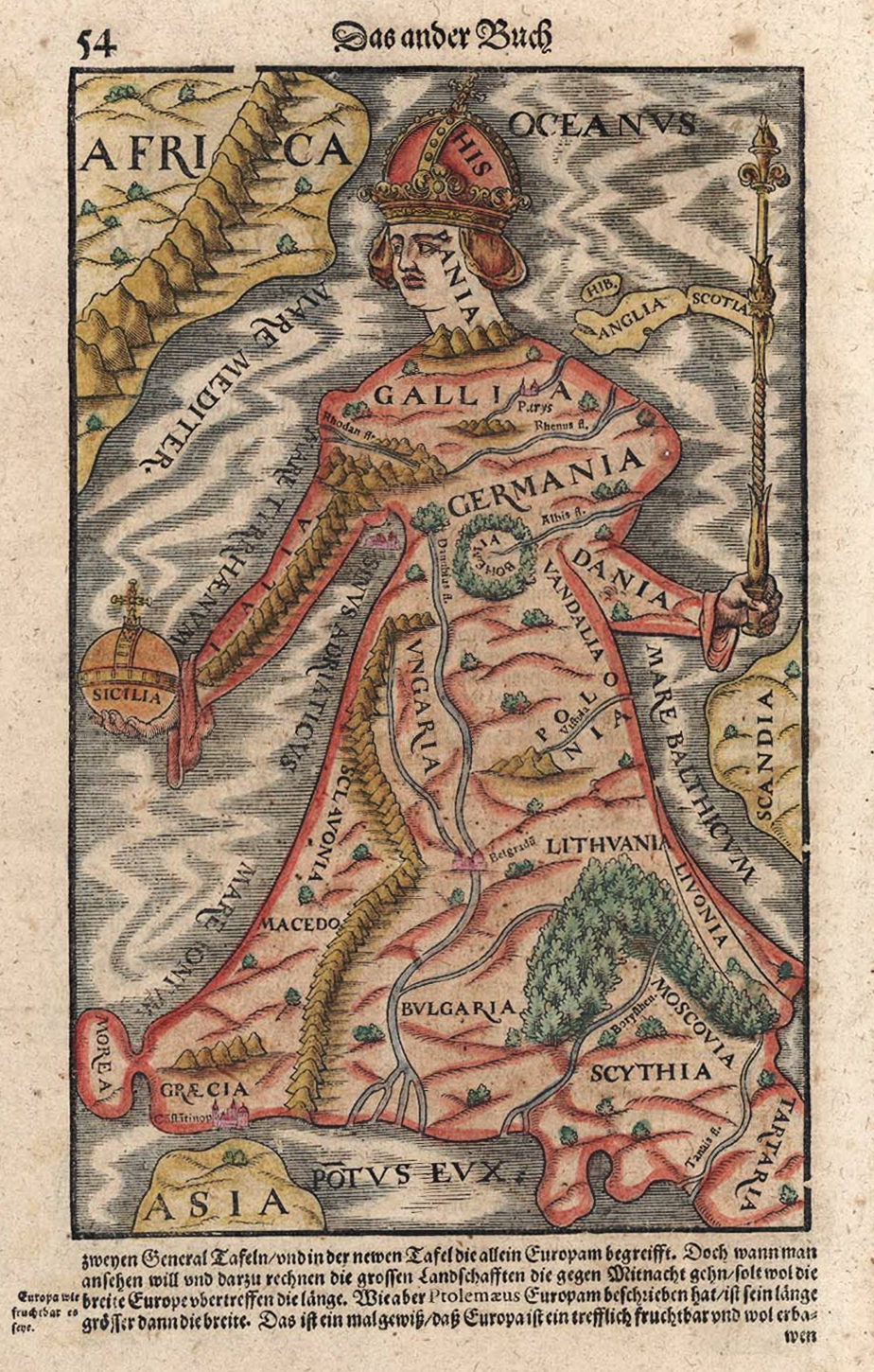

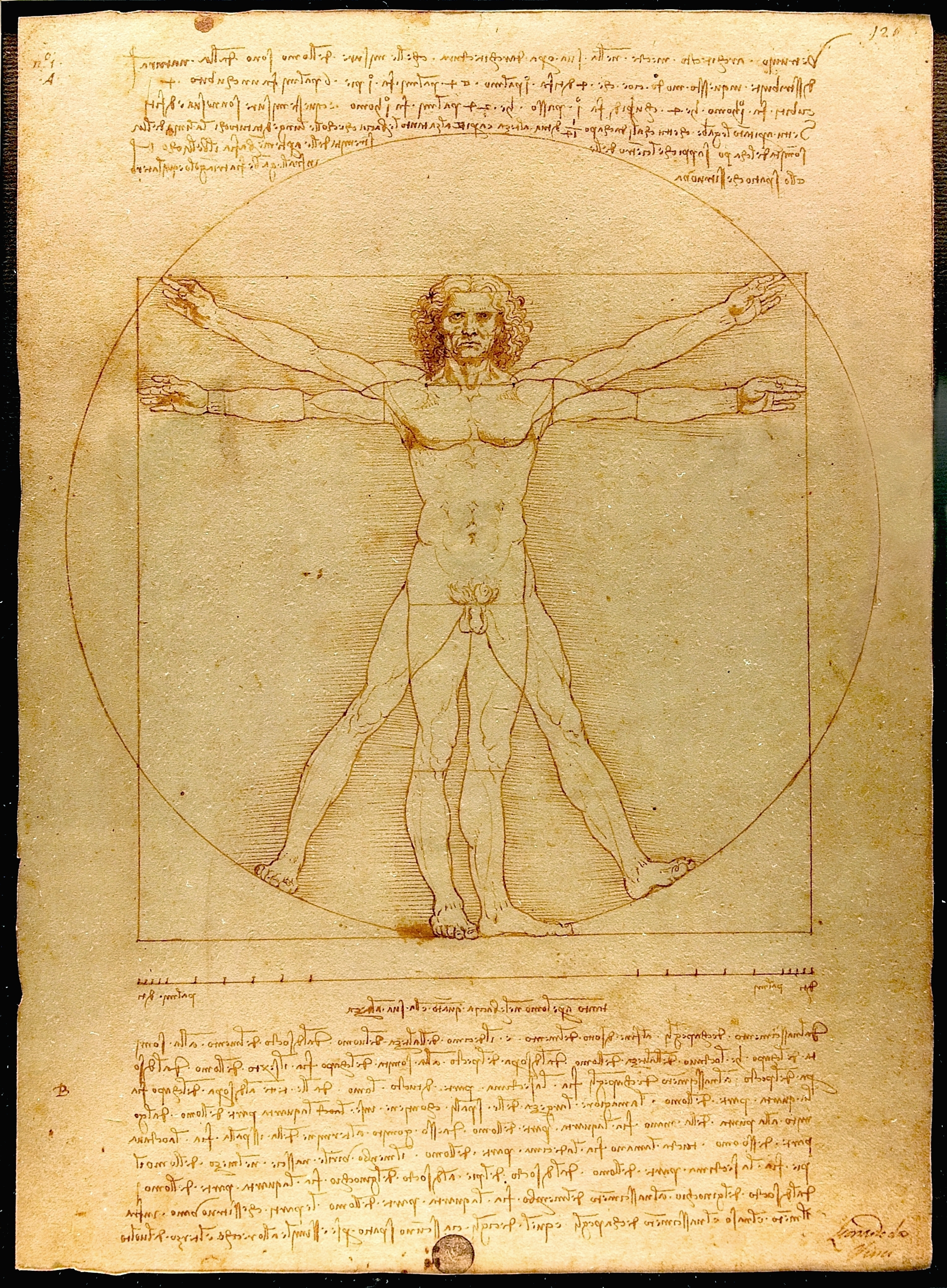

15世纪末以来，以地理大发现、宗教改革、民族国家的崛起为标志，欧洲进入近代时期。 。近代包括从中世纪到工业革命为止的三个世纪，大约从1500至1800年，或者从1492年发现新世界到1789年法国大革命为止。
这个时期的特点是科学的重要性上升，技术进步突飞猛进，世俗公民政治和民族国家异军突起。资本主义经济从意大利北部诸共和政体如热那亚等开始萌芽发展。近代也见证重商主义经济理论的发展及占据主导。自然，近代也代表了在大部分欧洲地区封建社会、农奴制以及罗马天主教会的权威的衰落与最终消失。这一时期也包括新教改革、灾难性的三十年战争、欧洲对美洲殖民和欧洲猎杀女巫活动。

### 文艺复兴
文艺复兴是一场在近代对欧洲学术生活影响深远的文化运动。它起源于意大利，在两个半世纪的文化间隔中扩大到北欧和西欧，影响遍及文学、哲学、艺术、政治、科学、历史、宗教和学术的其他方面。
意大利的弗朗西斯克·彼特拉克，人称第一名骨子里的人本主义者，在1330年写道：“我活着，但我宁愿在另一年代重生。”他对希腊和罗马古典文化情有独钟。在15和16世纪对古人的兴趣有增无减，人们感到传统文化正在消失，而古文化是复兴所需的思想和意见的宝库。马提欧·佩梅力在1430年写道：“现在每一颗会思想的心灵都确实应该感谢上帝允许自己诞生在一个新时代。”文艺复兴产生了：一个学问举足轻重的新时代。
文艺复兴是日益增加的拉丁语和希腊语文本研究启发，把希腊-罗马时代作为黄金时代加以崇拜。这促使很多艺术家和作家开始把罗马和希腊的例子作为榜样创作自己的作品，但是这一时期也有很多创新，特别是在艺术的多面手如列奥纳多·达芬奇笔下。很多罗马和拉丁文材料在中世纪以前就已经存在。僧侣们在过去一千年里一再抄写旧的文本，并把他们收藏起来，但却是为了别的目的。更多的材料在君士坦丁堡陷落之后大量从伊斯兰世界流落进入意大利，后者继承这些通过征服取得的希腊和罗马文字和知识，甚至尝试在其基础上进行进一步改良。人文主义者们一向自视为高级思想家，将恢复伟大的过去看作是一场文艺复兴——一次文明本身的复生。
这一时期也确立很多重要的政治先例。尼可罗·马基亚维利的政治作品《君主论》影响之后的专制政治和现实主义政治。同样重要的是很多统治者资助和利用文艺复兴的艺术作品作为自己权力的象征。
总的来说，文艺复兴可以被看作一场知识分子通过复兴古代的思想，也通过新的思想方法研究和改良世俗社会的尝试——近古时代在语言、思想和感觉上过于“哥特化”。

### 宗教改革

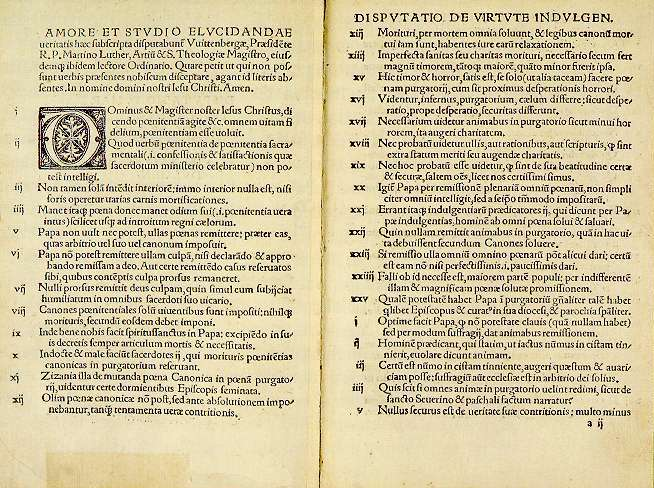

在这一时期天主教会的腐败遭到新教改革的强力反弹。后者获得诸多支持，特别是在寻求强国之路，摆脱天主教会影响的诸侯之间。马丁·路德之后人物层出不穷，比如约翰·加尔文的加尔文主义在很多国拥有影响，英国国王亨利八世使英格兰从天主教会独立，另创圣公会（与一般看法不同的是这只是一半正确，他的女儿伊丽莎白一世完成圣公会的组成工作）。这些宗教分歧导致由宗教和西欧野心勃勃、日益强大和中央集权的君主制国家发起和推动的一轮新的战争。
新教改革也使天主教会内部开始一轮改革浪潮，史称反宗教改革，目的在于减少腐败，增进与加强对于天主教教义的信心。在这场运动中出现的一个重要组织就是耶稣会，它协助东欧国家留在天主教内。但是天主教会仍然多少被宗教改革所削弱，欧洲的一部分从此不再受其掌管，其余的天主教国家的君主也开始掌控本国的天主教会组织。
中欧国家，如波兰立陶宛联邦和匈牙利，比起西欧更加宽容。虽然仍然规定天主教占主导地位，它们继续允许大量的宗教少数派保持自己的信仰。天主教徒、新教徒、东正教徒和犹太教徒在中欧各守一方。这个时期的另一个重要的发展是泛欧洲思想的兴起。埃默里克·克吕瑟（Eméric Crucé，1623）提出欧洲理事会的构想，目的是结束欧洲的战争。建立持久和平的尝试没有成功，虽然1518年所有的欧洲国家（除了俄罗斯和奥斯曼帝国，两者不被看作是欧洲国家）在1518年伦敦条约中同意维持和平。几年之后就再次爆发好几场战争。宗教改革也使得欧洲和平在几个世纪之内成为不可能。
另外一个结果是欧洲至上主义。文明的概念来自于古希腊和罗马：纪律、教育和城市生活是文明开化的必要条件；文明性是判断欧洲人和非欧洲孰优孰劣的标准，欧洲自认优于其它大洲。当时存在蒙田等人发动的另一运动，认为欧洲之外的人是更好、更自然和更纯朴的人。整个欧洲都建立邮政服务系统，使得欧洲人文主义知识分子得以抛开宗教分歧互相联合形成网络。但是罗马天主教会查封许多重要的科学著作；这导致新教国家在学术上后来居上，因为查封书籍只在某一地区有效。弗朗西斯·培根和其他热心科学人士尝试以强调自然的统一建立欧洲的统一1。在15世纪的中世纪末，强大的由拥有中央集权的新君主们建立的世俗民族国家出现在法国、英格兰和西班牙。另一方面波兰立陶宛联邦的国会力量在不断壮大，从波兰国王手中夺过立法权力。新的国家强权也在别的国家特别是英格兰受到国会挑战。地区统治者、城市、农民共和国和骑士们合作组成的新型国家开始出现。

### 探索与征服

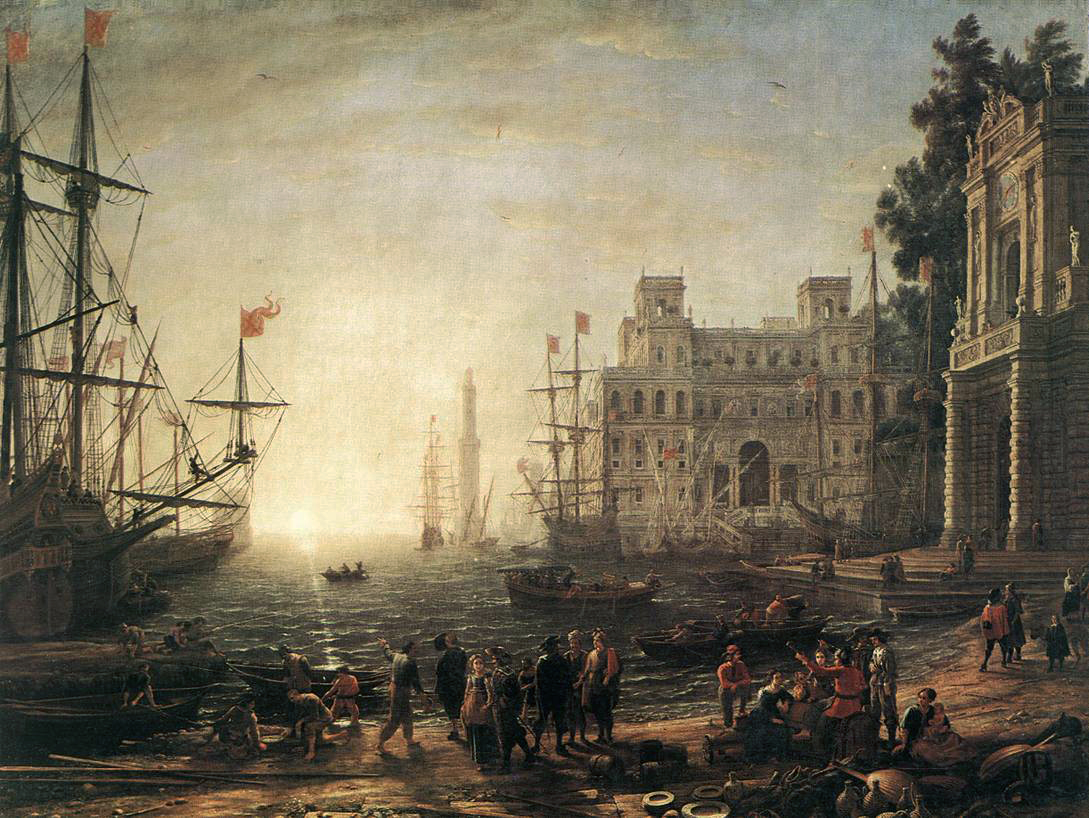

频繁的战争并没有阻止新兴国家对世界的广大地区进行探索和征服，特别是对亚洲（西伯利亚）和新发现的美洲。在15世纪，葡萄牙在地理大发现中独占鳌头，紧随其后的是16世纪的西班牙。它们是第一批在美洲设立殖民地和在亚洲和非洲海岸设立贸易站的国家，但随后被法国、英国和荷兰赶上。1552年俄国沙皇伊凡雷帝征服两个鞑靼汗国——喀山和阿斯特拉罕，另外叶尔马克‧齐莫菲叶维奇于1580年的远征使西伯利亚并入俄罗斯。
殖民扩张在接下来的几个世纪中继续进行（遇到过一些挫折，比如英属北美以及随后的墨西哥、巴西和其他国家在拿破仑战争前后的成功独立）。西班牙控制北美的一部分和大部分中南美洲、加勒比海和菲律宾；英国获得整个澳大利亚和新西兰、印度的绝大部分，以及非洲和北美的许多地区；法国获得加拿大的一部分和印度（几乎全部在1763年巴黎条约中落于英国之手）、印度支那、非洲的许多地区以及加勒比群岛；荷兰获得东印度群岛（现在的印度尼西亚）和加勒比海中的一些群岛；葡萄牙获得巴西和几块非洲和亚洲的土地；随后而来的列强如德国、比利时、意大利和俄罗斯也都取得更多的殖民地。
这些扩张对于宗主国的经济大有裨益。因为帝国并不稳如磐石，贸易一度甚嚣尘上。至16世纪末，美洲的银占西班牙国家总预算的五分之一。欧洲国家之间的战争费用主要由殖民地的资金支付。但是，当时英属殖民地收益最丰的奴隶贸易和西印度群岛种植园，在18世纪后期的工业革命时期只占大英帝国经济总额的5%（但收益率更高）。

### 启蒙运动

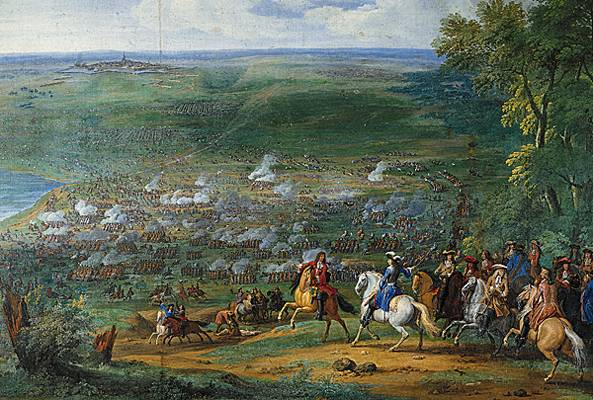
三十年战争中的罗克鲁瓦战役

在近代早期，资本主义制度（通过重商主义）取代封建制度，至少在西部欧洲成为经济的基本组织形式。不断扩张的殖民地促进商业革命。这段时期现代科学的崛起及其在技术进步上的应用引人注目，并在工业革命中到达高潮。伊比利亚（西班牙和葡萄牙）以克里斯托弗·哥伦布在1492年为寻找通向东印度群岛的捷径向西的探险为首的对新大陆的开发，不久便受到英国人和法国人开发北美的挑战。新的贸易形式和不断推进的地平线产生新的政府、法律形式和经济需要。
宗教改革对欧洲整体有着深远的影响。不仅国家之间被宗教划清界限，某些国家内被也被宗教纷争四分五裂，并得到外敌的热心支持。法国在十六世纪陷入这个深渊中，发生一系列的名为法国宗教战争的冲突，最终以波旁王朝取得胜利而告终。英格兰在一段时间内避免了这种情况，在伊丽莎白一世统治下，温和的英国国教得以确立。现代德国的大部分当时在理论上的神圣罗马帝国框架内由许多小的主权国家组成，教派分歧使得诸侯割据更加严重。波兰立陶宛联邦此时由于其宗教自由和大体上免于欧洲宗教纷争而受到注意。
三十年战争进行于1618年至1648年，主要在今天的德国境内，大多数欧洲列强卷入其中。它开始于神圣罗马帝国的新教和天主教诸侯之间的冲突，随后逐渐演变成席卷大半个欧洲的全面战争，原因也不是一定和宗教有关。在战争中雇佣兵被广泛运用，它的主要影响是大片地区被搜寻粮草的大军洗劫一空。大范围的饥荒和传染病流行使德意志诸侯国人口元气大伤，低地国家和意大利情况稍好，很多地区强国濒临破产的窘境。四分之一至三分之一的德意志人口由于战乱和与此有关的引发的疾病和饥荒死去。战争整整持续三十年，最終法蘭西王國、瑞典帝國及荷蘭共和國贏得戰爭，但是引发战争的矛盾在相当长的时间内仍未解决。
在结束战争，允许国家决定自身宗教信仰的威斯特伐利亚和约之后，独裁成为欧洲大陆的普遍现象，但欧洲某些地方进行以英国内战，特别是光荣革命为先兆的宪政体制的实验。欧洲的军事冲突并没有停止，但是对欧洲人的生活造成的破坏性影响下降。在发达的西北欧，启蒙运动给予新的观点哲学上的支持，印刷术使得识字率不断上升，造就思想上的新的世俗力量。波兰立陶宛联邦由于其特有的准民主性“黄金自由”又一次成为例外。
东欧是瑞典、波兰立陶宛联邦和奥斯曼土耳其帝国争霸的战场。在这一时期这三个国家逐渐没落最终被新的开明君主专制国家——俄罗斯、普鲁士和奥地利所取代。在19世纪到来之时它们成为新的列强，三个国家瓜分波兰，瑞典和土耳其也分别向俄国和奥地利割让大片土地。大量波兰犹太人移民到西欧，在中世纪他们被放逐出的土地上建立起犹太人社区。

## 現代

### 早期（1789至1914）

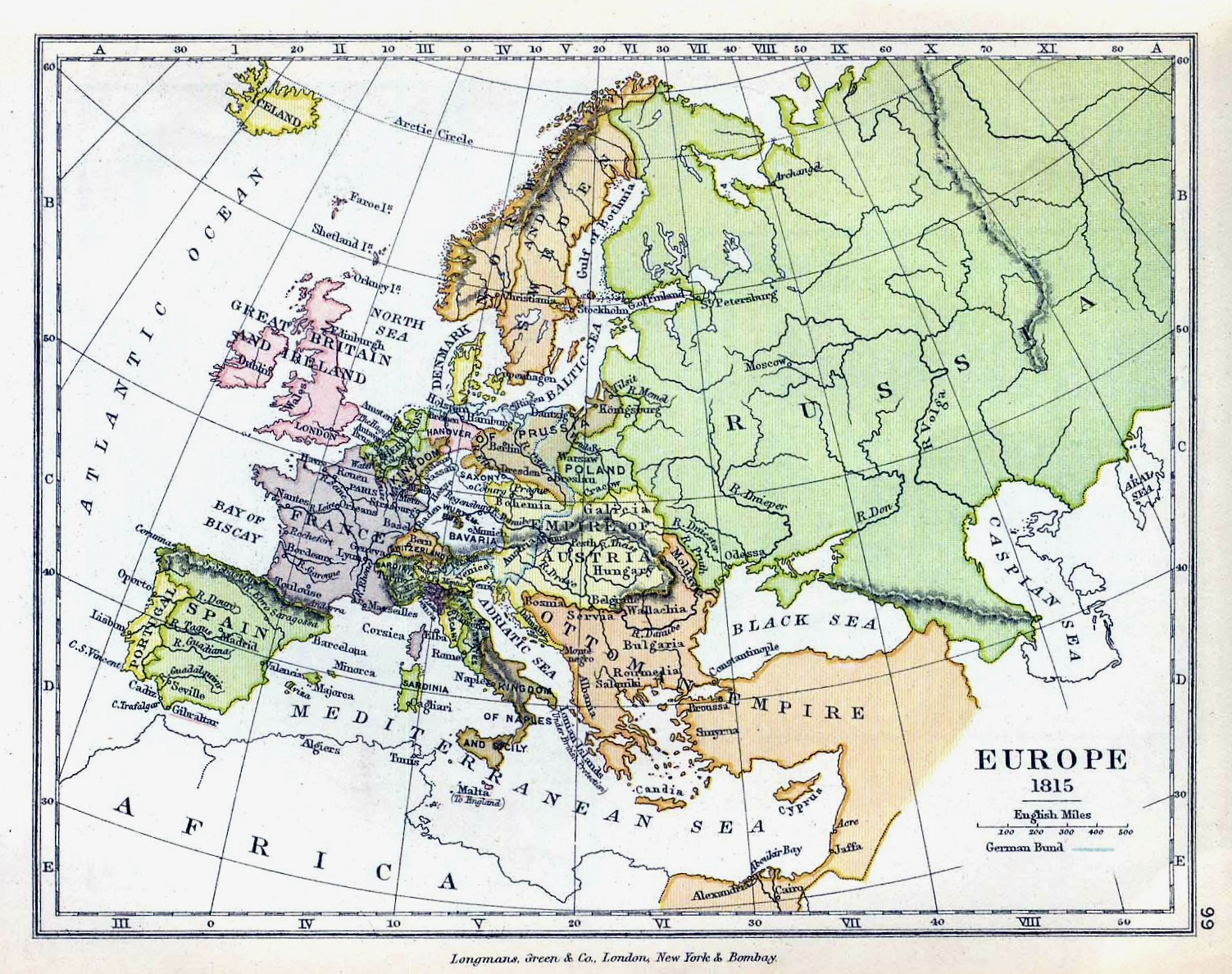

从1789年到1914年的“漫长的十九世纪”经历激烈的社会、政治和经济变革，首先拉开序幕的是工业革命、法国大革命和拿破仑战争，随后是欧洲政治版图在1815年的维也纳会议上的重新划分，民族主义的兴起、俄罗斯帝国和大英帝国鼎盛时期的到来，同时伴随着奥斯曼帝国的衰落。最后，德意志帝国和奥匈帝国的崛起引发一系列事件并在1914年第一次世界大战爆发之时到达最高潮。

### 工业革命

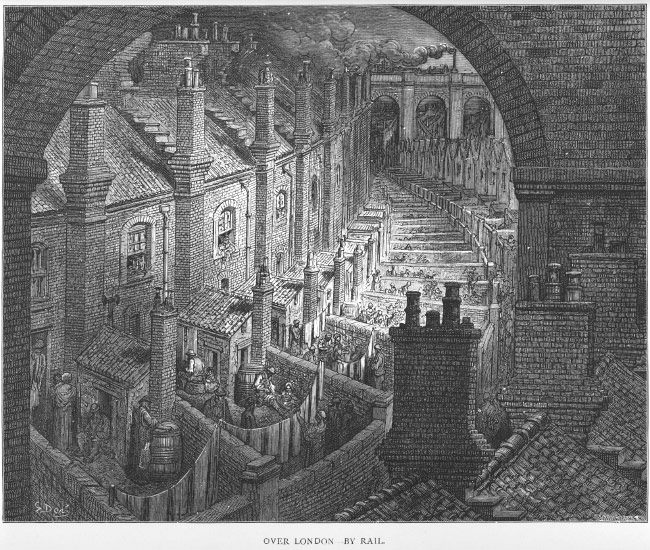

工业革命是在18世纪后期和19世纪早期的一段持续的工业化进程时期，农业、制造业和运输业发生巨大变化，对英国社会经济和文化状况有着深远的影响，随后更传播至整个欧州和北美以至全世界。在18世纪后期英国经济基础的手工制造业率先被机械工业和制造业所取代。它最先开始于纺织业的机械化、冶金产业的发展和煤炭需要的不断上升，一发而不可收拾。贸易扩张受到运河建设、改善的公路系统和火车运输的支持。蒸汽机（由煤炭提供动力）的发明和动力机械（主要在纺织业应用）大大提高生产力。19世纪前二十年全金属机床的出现促进其他产业的制造类机械的生产。它的影响远布整个19世纪的西欧和北美，最终影响整个世界。这种变化对于社会的影响也举足轻重。

### 政治革命

法国对美国独立战争的干涉导致国家破产。在财政改革一再失败之后，路易十六被说服召开三级会议——由三个等级：教士、贵族和平民组成的国民代表会议。1789年5月三级会议的成员们在凡尔赛宫召开会议，但是对于采取何种投票制度的讨论走进死胡同。进入6月，第三等级，在其他两个等级的成员们的声援下，宣布自己为法国的国民议会，宣誓直到法国制定出一部宪法之前决不解散，并在7月成立国民制宪议会。在同一时间巴黎人民进行起义，1789年7月14日攻占著名的巴士底狱。
在此时议会想建立君主立宪制，在随后的两年内通过包括《人权和公民权宣言》、废除封建制度和根本上改变法国与罗马关系的各种法律。起初国王对这些变化安然接受，受到人民的普遍欢迎，但随后在外国入侵的威胁下反对王权的要求变得越来越强烈，国王被剥夺权力，决定和家人一同溜走。他被人认出来带回巴黎。1793年1月，被判叛国罪而处死。
1792年9月20日，国民公会废除君主制，宣布法国为共和国。由于战事紧急，国民公会组建公共安全委员会，由雅各宾俱乐部的马克西米连·罗伯斯庇尔领导，作为国家的行政机关。在罗伯斯庇尔领导下委员会实行恐怖统治，在巴黎有4 0000人被处决，主要是贵族和被革命法庭审判的人，证据往往非常单薄。在其他地区，反革命叛乱被强力镇压。该政权在热月政变（1794年7月27日）中被推翻，罗伯斯庇尔被处决。接手的政权中止恐怖，放松罗伯斯庇尔的比较极端的政策。

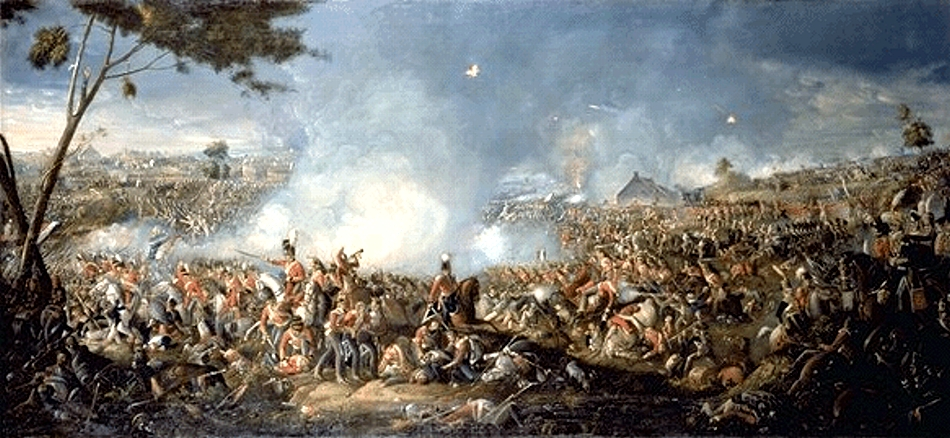

拿破仑·波拿巴是法国在革命战争中最杰出的将领，征服意大利的大部分，迫使奥地利人屈膝求和。1799年他从埃及返回，在雾月政变（11月9日）中推翻政府，代之以督政府，自任第一执政。1804年12月4日，在一次暗杀行动失败后，他把自己加冕为皇帝。1805年拿破仑计划入侵英国，但是英国和俄罗斯与奥地利重新结成第三次反法同盟，迫使他将注意力转到欧洲大陆，同时将占优势的英国海军舰队从英吉利海峡引出的计划失败，法国在10月21日决定性的特拉法尔加海战中战败，入侵英国的希望破灭。1805年12月2日，拿破仑在奥斯特利茨战役中击败数量占优的奥地利-俄国联军，迫使奥地利退出反法同盟（见普莱斯堡条约）并解散神圣罗马帝国。1806年第四次反法同盟建立，1806年10月14日拿破仑在耶拿-奥爾斯塔特战役中击败普鲁士，并穿越德国在1807年6月14日弗里德蘭戰役中击败俄军。蒂尔西特条约在法俄之间瓜分欧洲，并创建华沙公国。
1812年6月12日拿破仑以數十万人的大军團入侵俄国。在精心布置的斯摩棱斯克戰役和博罗金诺战役胜利之后，拿破仑占领莫斯科，却发现城市已经被撤退的俄军付之一炬。他被迫撤军，在撤退的路上受到哥萨克的骚扰、疾病和饥饿的侵袭。至1813年局势转为对拿破仑不利。在1813年10月莱比锡战役中败于七国联军之后，他在六日战役和巴黎沦陷之后被迫退位，在枫丹白露条约下被放逐到埃尔巴岛。他在1815年3月1日回到法国（见“百日王朝”），建立起一支军队，但不出意料地在1815年6月18日在滑铁卢战役中败于英国和普鲁士军队。

### 人民崛起

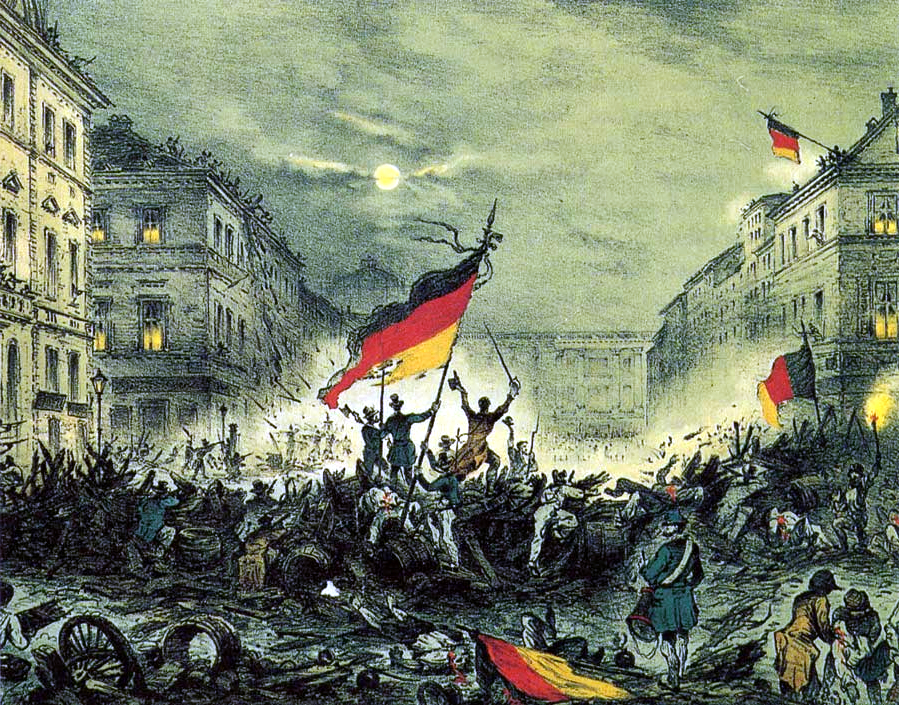

在革命的法国战败后，其他列强尝试恢复1789年以前的局面。1815年维也纳会议中，欧洲主要列强在拿破仑战争之后的帝国（除去内部革命的情况）之间和梅特涅体系之下达成均勢平衡。但是努力并无法阻止革命运动愈演愈烈：中产阶级已经被法国大革命的民主理想深深影响，工业革命导致重要的经济社会变化，下层阶级开始受到社会主义、共产主义和无政府主义思想的影响（特别是被卡尔·马克思在共产党宣言中阐述的观点），对新型资本主义的向往则成为自由主义。一些民族主义运动（在德国、意大利、波兰、匈牙利等）的出现导致进一步的动荡，它们寻求民族统一和/或从外族统治下解放出来。结果是1815年至1871年期间大量革命运动和独立战争爆发。拿破仑一世的侄子拿破仑三世，1848年结束英国的流放生涯回国并被选入法国国会，然后在一场政变中作为“亲王总统”把自己选为皇帝，这项行动其后受到绝大多数法国选民的支持。他和奥地利帝国作战从而帮助意大利统一，和英国与奥斯曼帝国一起与俄国进行克里米亚战争。他的帝国在法国屈辱性地败于普鲁士之后崩溃，他本人被俘虏。法国成为一个虚弱的共和国，不肯谈判，并在数月之后被普鲁士击败瓦解。在凡尔赛，普鲁士国王威廉一世被宣告为德国皇帝，产生了现代德国。虽然革命党人大部分失败了，但是至1871年大多数欧洲国家都成为立宪（而不是专制）君主制国家。19世纪也见证大英帝国作为世界第一个全球帝国的崛起和在拿破仑战争中的胜利，前者很大程度上归功于工业革命。

### 晚期（1914至1991）

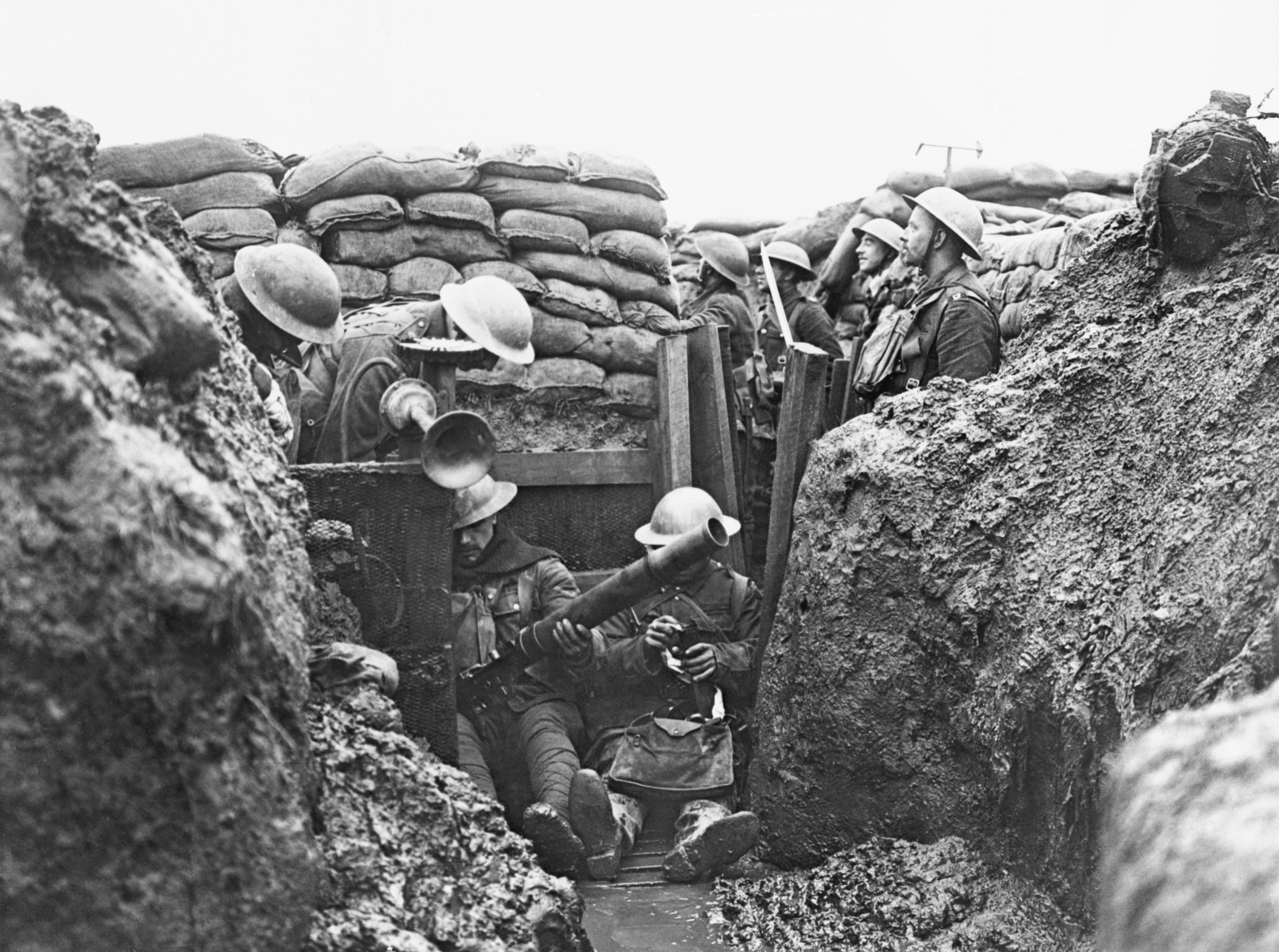

从1914年到1991年，欧洲历经第一次世界大战、第二次世界大战和冷战，包括纳粹德国和苏联的崛起和衰落。这些灾难性的事件宣示欧洲殖民帝国的终结，并吹响广泛的非殖民化的号角。1989年至1991年苏联的解体使美国成为世界唯一超级大国，引发铁幕的崩溃、德国统一和现仍进行中的欧洲一体化进程的加快。

### 一战
1914年，第一次世界大战爆发。战争的一方是由德国、奥匈帝国、奥斯曼土耳其帝国组成的同盟国，另一方是由法国、英国、俄国（三国协约）以及1915年加入的意大利和1917加入的美国组成的松散联盟。在1914至1918年间欧洲征召超过6000万士兵，最终协约国取得胜利。但俄国在1917年战败，并导致1917年俄国革命和苏联的成立。
在凡尔赛条约（1919）中战胜国要求德國賠償戰爭損失，并在民族自决的基础上承认在中欧已经解体的德意志、奥匈和俄罗斯帝国废墟之上成立的新的国家（如波兰、捷克斯洛伐克、匈牙利、奥地利、南斯拉夫王国、芬兰、爱沙尼亚、拉脱维亚、立陶宛等），其中大多数国家卷入局部战争中，当中规模最大的是波苏战争（1919-1921）。在随后的几十年中，对共产主义的恐惧和1929-1933的大萧条导致极端民族主义政府——有时被宽泛地定义为法西斯主义——在意大利（1922）、德国（1933）、西班牙（在1939年结束的西班牙内战之后）以及其他国家如匈牙利的出现。

### 二战
在“钢铁条约”中和墨索里尼的意大利结盟，以及与苏联签订互不侵犯条约之后，德国独裁者阿道夫·希特勒在贯穿于1930年代后期的军事竞赛后，于1939年9月1日袭击波兰，发动第二次世界大战。在起初的胜利（主要是1941年之前征服波兰西部、斯堪的纳维亚大部、法国和巴尔干），轴心国在1941年开始过度扩张。希特勒的意识形态对手是俄国的共产党，但是由于德国未能战胜英国以及意大利在北非和地中海地区的失败，轴心国部队被分割在西欧和斯堪的纳维亚的驻地，同时还要进攻非洲。因此，对于苏联（和德国一起在1939-1940年瓜分中欧）的袭击并没有用上足够的力量。虽然一开始取得成功，德军仍然在1941年12月被阻击在莫斯科地区。
接下来的一年风头逆转，德军遭受一系列惨重的失败，例如斯大林格勒战役和库尔斯克战役。同时，日本（1940年9月起与意大利和德国结盟）开始袭击东南亚的英军，1941年12月7日袭击夏威夷的美军；德国当时对美国宣战，结束过度扩张。战争在轴心国（德国、意大利和日本）和同盟国（大英帝国、苏联、美国）之间全面爆发。同盟国部队在北非取得胜利，1943年进军意大利，1944进军被占领的法国。1945年春德国本土被东线苏军和西线其他同盟国部队分别进占；五月上旬希特勒自杀，德国投降，结束欧洲战事。
这一时期的标志还有工业化与有组织的种族灭绝。德国开始对于超过1100万人的有组织的大屠杀，包括大部分的欧洲犹太人和吉普赛人，以及几百万波兰人和苏联斯拉夫人。苏联的强制劳动制度，强制人口驱逐政策，和乌克兰大饥荒有着近似的死亡数字。在战中和战后几百万平民受到强制人口迁徙的影响。

### 冷战

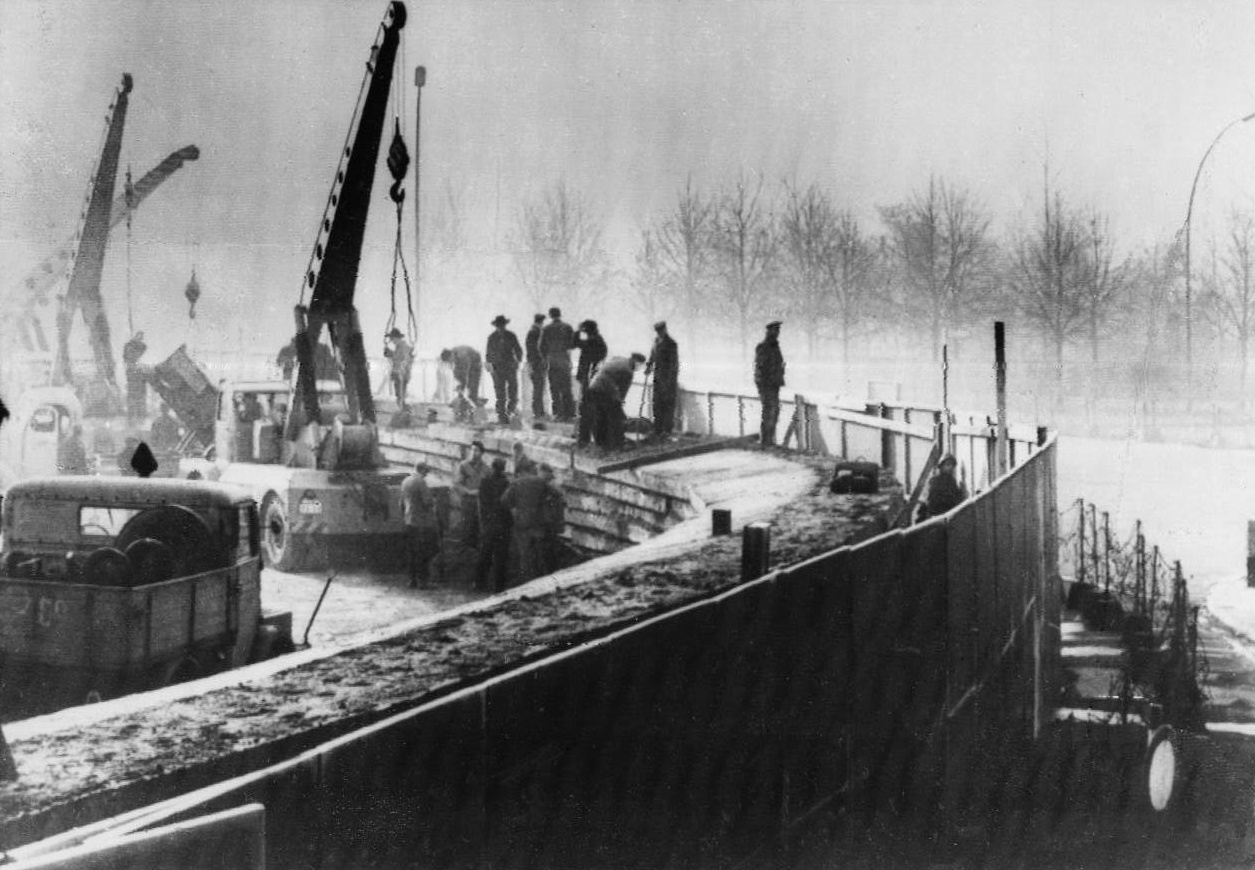

二次大战，特别是第二次世界大战终结西欧的领导地位。欧洲版图在雅尔塔会议上被重新划定，作为日后冷战中两大势力集团明争暗斗的主要地区被一分为二——西方国家和东方集团。美国和西欧（英国、法国、意大利、荷兰、西德等）成立北约联盟，作为防备苏联进攻的保障。随后，苏联和东欧（保加利亚、捷克斯洛伐克、东德、匈牙利、波兰与罗马尼亚）成立华沙条约，防备美国可能的进攻。
同时，西欧开始逐渐进行政治和经济一体化进程，希望统一欧洲，防止战争再次发生。这个进程最终导致如欧洲联盟和欧洲理事会等组织的诞生。1980年代团结工会运动削弱波兰的共产党政府。苏联领导人米哈伊尔·戈尔巴乔夫开始实施经济改革和公开化政策，动摇了苏联在东欧的影响。苏联支持的政府相继垮台，1990年德意志联邦共和国统一民主德国。1991年苏联自己也解体，分裂为15个国家，俄罗斯继承苏联在联合国安理会的席位。最严重的分裂冲突发生在巴尔干半岛的南斯拉夫。南斯拉夫六个共和国中的四个（斯洛文尼亚、克罗地亚、波斯尼亚和黑塞哥维那和马其顿）宣布独立，多数情况下伴随着一场激烈的战争，在某些地区一直持续到1995年。在2006年黑山分裂出来成为独立国家之后，前塞尔维亚自治省科索沃也于2008年宣布独立。在后冷战时期，北约和欧盟逐渐接纳大部分前华沙条约成员国。

### 欧洲一体化
1985年的申根协定在其加入国之间实现广泛的不需护照的边界开放。1992年，欧盟成员国签署欧盟条约。由此“欧洲计划”从具有诸多政治因素的经济共同体转变为更深层次的联盟。1993年11月1日，《马斯特里赫特条约》生效，欧洲联盟正式成立。
1999年欧元创立，并在2002年正式投入使用。当时只有三个国家决定不加入欧元区（英国、丹麦和瑞典）。2004年欧盟进行一次大规模东扩，接纳10个新成员国（其中的8个是前共产主义国家）。另2个国家在2007年加入，成员国数量到达27个。
一个为建立欧盟宪法的条约于2004年在罗马签署，旨在用一份新的单一文件代替之前所有的条约。但是，它在法国和荷兰的全民公决否决后一直未能被批准生效。在2007年，各方同意用一份修改而不是替代现有的条约的新的改进条约取代这个提议。该条约于2007年12月13日签署，即欧盟27个成员国的首脑在葡萄牙首都里斯本，就《里斯本条约》的文本内容达成共识，并签署，交给各成员国批准。2009年11月3日，捷克总统克劳斯宣布他已经签署《里斯本条约》，至此欧盟27个成员国已全部批准该条约。2009年12月1日，《里斯本条约》正式生效。
巴尔干国家是欧洲下一个最可能加入欧盟的地区，其中克罗地亚已于2013年7月1日加入欧盟。
2016年6月24日，英国举行脱欧公投，成为首个宣布脱离欧盟的国家。